# グリモア〜私立グリモワール魔法学園〜
『グリモア〜私立グリモワール魔法学園〜』（グリモア しりつグリモワールまほうがくえん）は、アプリボットより配信されたiOS/Android用ゲームアプリ。略称は『グリモア』。2014年8月14日にiOS版、同年8月15日にAndroid版がリリースされた。2019年4月1日にメジャーアップデートを実施し『グリモアA〜私立グリモワール魔法学園〜』へリニューアルされた。

## 概要
本作は学園を舞台としたアドベンチャーゲーム。カードエピソードは全てフルボイスである。ゲーム自体は無料配信されているが、アイテムの購入、ガチャや生徒寮での生徒所持上限の拡張などに有料のゴールドが必要なアイテム課金（無料配布もあり）となっている（F2P）。
メインキャラクターデザインをCUTEGが担当する。
2020年11月30日をもってサービスを終了し、ストーリーやイラストを閲覧可能な4つのオフライン版アプリを新たに公開した。また、ゲームアプリは2021年4月9日のバージョンアップデートにより、プレイデータの一部を閲覧できるオフライン化対応が行われた。
公式ホームページ下部に同人マークが表示されており、二次創作同人誌をつくり同人誌即売会において配布することが公式に認められている。

## 沿革
2014年
8月14日 - iOS版リリース
8月15日 - Android版リリース
9月 - プレイアブルキャラクターに我妻浅梨を追加
11月 - プレイアブルキャラクターに朱鷺坂チトセ、円野真理佳を追加
12月 - プレイアブルキャラクターに西原ゆえ子を追加
2015年
5月 - プレイアブルキャラクターに松島みちるを追加
6月 - プレイアブルキャラクターにヤヨイ・ロカを追加
7月 - プレイアブルキャラクターに犬川寧々を追加
11月 -プレイアブルキャラクターに七喜ちひろを追加
2016年
4月 - プレイアブルキャラクターに浦白七撫を追加
2018年
8月 - プレイアブルキャラクターに我妻梅を追加
9月 - プレイアブルキャラクターに神宮寺茉理を追加
10月 - プレイアブルキャラクターにジェンニ・コッコを追加
11月 - プレイアブルキャラクターにレティシア・ハミルトンを追加
2019年
1月 - プレイアブルキャラクターにジェイソン・デラーを追加
4月1日 - メジャーアップデート実施、『グリモアA〜私立グリモワール魔法学園〜』へリニューアル
10月 - プレイアブルキャラクターにマーヤー・デーヴィーを追加
2020年
3月 - プレイアブルキャラクターにリゼットを追加
9月30日 - サービス終了を予告
11月30日 - サービス終了
- 『グリモア～私立グリモワール魔法学園Histoire～』 リリース
- 『グリモア～私立グリモワール魔法学園Mémoire ローズ～』 リリース
- 『グリモア～私立グリモワール魔法学園Mémoire リリィ～』 リリース
- 『グリモア～私立グリモワール魔法学園Mémoire サンフラワー～』 リリース
2021年
4月9日 - ゲームアプリのオフライン版リリース（更新終了）
4月30日 - ゲームアプリの配信停止
2023年
7月31日 - 『グリモアrefrain〜私立グリモワール魔法学園〜』リリース

## ストーリー
人類と霧の魔物とが争う世界で、魔法使いとして覚醒した一人の少年が私立グリモワール魔法学園に転校する。彼は魔法をほとんど使えない代わりに、無尽蔵の魔力と、その魔力を他人に分け与えられるという世界で唯一の力・魔力譲渡の体質を持っていた。
「転校生」の編入、第7次大規模侵攻（第1部）
人類は300年近くの間、霧の魔物との戦いを続けていた。一部の人々は覚醒して魔法使いとなり戦いに身を投じてきたが、次々に現れる魔物に対して人類は後退を続け、未だ生存圏を脅かされている。
グリモアに現れた少年こと転校生は多くの学園生と親交を深めながら、9年ぶりの魔物の大量発生現象である第7次侵攻などの様々なクエストや学園行事に参加し続け、魔法が使えない短所を補ってあまりある存在となる。編入当初に他の生徒から呼ばれていた転校生という肩書きは、数ヶ月のうちに彼個人のあだ名として学園内に定着していった。
裏世界の発見、暦のループ発動（第2部 - 第3部）
翌年2月、グリモアの学園生たちは裏世界と名付けられたパラレルワールドを発見する。12年後の裏世界では人類が魔物に敗れ、私立グリモワール魔法学園の跡地はそれと分からぬほどの廃墟になっていた。後に、裏世界こそが正しい歴史であり「表世界」は魔物に勝つための歴史改変を50年前から受けてきたことが明らかになる。
4月1日、今まで起こった出来事はそのままに、世界の暦と人々の暦の認識が1年分戻されるという怪事件が起こる。グリモアも例外ではなく、進級・卒業をしないまま新学期を迎えるが、裏世界の歴史によれば第7次侵攻の翌年に起こり人類敗北を決定づけるはずだった第8次侵攻も、このループ現象によって回避されていた。
繰り返しの3年間と、グリモアの躍進（第3部 - 第13部）
暦のループに気付いた学園生たちは、この「時間停止の魔法」が第8次侵攻到来を先延ばしにする仕掛けと理解し、裏世界のような敗北に至らないために活動を始める。
学園生は裏世界の冒険を重ね、300年前の第1次侵攻、10年前の児童誘拐事件、第7次侵攻での人類の分裂と大敗、第8次侵攻での壊滅、12年後の抵抗運動そして500年後の霧と人類の絶滅と様々な時代に触れる。幾つかの行く先で過去や未来の自分たちと出会うなか、魔物に勝つための戦力と手がかりがグリモアに集まってゆく。
元の表世界においても学園生たちは、かつての侵攻で魔物に占拠された北海道の奪還作戦に貢献し、更に魔物共生派や人種至上主義者たちテロリストを牽制・鎮圧する。多くの戦場で活躍するグリモアは国際社会の注目を集め、表世界は対魔物の方針を強めて団結に向かう。
これら裏世界の歴史になかった出来事の数々は、学園生の素行や人間関係を改善しつつ殆どの重要な戦場に現れる転校生の働きによるところが大きく、暦を巻き戻す時間停止魔法も彼の莫大な魔力に依存していた。裏世界ではグリモアに居らず、戸籍を消され存在ごと秘匿されていたという転校生は、その正史を知る魔物共生派のテロリスト・間ヶ岾昭三からは霧と人類を繋ぐ「霧の切れ端」と呼ばれ、魔法使いの名家・始祖十家のマーヤー・デーヴィーからは、来たる第8次侵攻で最強の魔物ムサシ級になるとして命を狙われる。
ループ終結、魔物との決着の1年間（第14部 - 第17部）
4月を迎えるたびに年度を繰り返していた時間停止の魔法は3度の発動で限界に達し、表世界は4年ぶりに本当の新年度を迎えた。時間が流れ出してからも学園生たちは魔物の謎を追い続け、衛星軌道上からの直接の観測結果をもとに、魔物が宇宙から来たガス状生命体であると結論付ける。
9月の末、裏世界の歴史から予想されていた通りに第8次侵攻が発生する。転校生は霧の魔物の声に取り込まれて一時ムサシ級に変貌するが、学園生全員の呼びかけによって人の姿に戻り、侵攻は人類側の勝利に終わる。
人類の大勝によって、今までコミュニケーション不可能と思われていた霧の魔物が初めて人間を認識し興味を示す。高次の知性を現した魔物本体の意識は国連事務総長との対談に至るが、個々の魔物を抑えられないほど疲弊していた本体は講和を結ぶには遅すぎたと判断した。魔物の意識は人類へ、生き延びたいのならばスペインにある魔物の核を壊せと宣告する。
魔物の宣戦布告を受け、特級危険区域スペインの攻略が人類軍を挙げて行われる。中枢にたどり着いた転校生と魔物本体との直接の対話を経て、魔物自身の意志によってコアは破壊され、スペインを覆っていた濃霧は魔法で宇宙へと吹き飛ばされる。やがて地球上の霧の濃度は決戦前の5%まで下がり、魔物は人類絶滅の脅威でなくなりつつあった。グリモアに凱旋した学園生一同は、時間停止の発覚以来4年ぶりの卒業式を行う。
アフターミストの時代（『グリモアA』第18部 - 第19部）
霧の濃度が下がったことで魔物は極度に弱体化した。平和になった世界が復興を始めようとしたとき、国連軍の秘密部隊として酷使されてきた人工の魔法使い・強化人間の一団が魔導科学博物館襲撃事件を起こし、蜂起する。強化人間たちは解散した一般人派組織の名を使って「新ノーマルマンズ」の結成を宣言し、魔法使いこそ正常な人間であるとして破壊活動を繰り返した。社会に生きる一般人と魔法使いたちは「霧の魔物の次は魔法使いが敵と見なされるかもしれない」という不安と改めて対峙する。
人類が不和に陥る一方、かつて遠い宇宙で霧の魔物を故郷から追いやったガス状生命体、怪物ベヒモスが地球に接近しつつあった。新ノーマルマンズは怪物を地球に瞬間移動させる計画によって人類を滅ぼそうとするが、グリモアの戦力はこれを阻止し、彼らを制圧する。なおも地球に近付く怪物が送り込んだ尖兵に対し、学園生たちは戦後シベリアに残っていた魔物の一部と共闘し、怪物の触手を一時的に地球から遠ざける。
魔物の残滓は新ノーマルマンズの頭目リゼット・オーデュラーとの生前の約束に従い、彼女の名と容姿を受け継いで実体化した。人の天敵だったものが他の仇敵の姿をとって学園を訪れたことで複雑な感情を抱く者も現れるが、怪物対策のためには協力が必要という意識で連帯する。「リゼット」の提案を受け入れたグリモアは、以前の南智花が無意識に発動していた世界の時間停止魔法を、今度は怪物襲来を引き延ばすために意図して発動させる。
怪物（ベヒモス）との対決（『グリモアA』第20部 - 第21部）
今まで探索を繰り返してきた裏世界とは一つのものではなく、それぞれのゲートが異なる世界へと接続する可能性を持つ、複数のパラレルワールドであった。リゼットの助けを得たグリモアは新たなゲートを作り、第8次侵攻から約5年後にあたるゲネシスタワー陥落事件の裏世界、そしてかつて転校生が霧の嵐で飛ばされた第8次侵攻の裏世界と第7次侵攻の裏世界という3つの裏世界を救い、それぞれの世界の学園生たちに怪物と戦うための助力を求める。
超光速で宇宙を渡ってきた怪物は土星近傍から地球にその手を伸ばし、ニュージーランドを数時間で壊滅させる。人類は持てるほとんどの戦力をカリフォルニア州デス・バレーに集め、怪物の送り込む無数の分身を迎え撃つ。怪物本体は時間停止の魔法の影響により太陽系内で減速を続け、数日に渡る核攻撃でコアを露出しながら尚も地球への衝突コースを変えずにいた。グリモアの護衛により落着予測地点まで辿り着いたリゼットは転校生たちに別れを告げ、大気圏内のコアに向けて飛び立ち怪物ごと消え去る。
魔物と怪物が共に消えたことで、地球大気中の霧がすべて消滅する。魔法はほとんど無力になり、強い筋力を除けば魔法使いと一般人の差は小さくなっていた。戦後処理の傍らで、学園生たちは最初に訪れた12年後の裏世界と、新たに見つかった300年前の裏世界での霧の魔物との争いを解決する。すべての戦いを終えたグリモアでは年中行事の魔法祭（学園祭）が開かれ、霧のなくなった世界は新たな日常に向けて進んでゆく。

## 主な登場人物
特筆が無い限り作中で主に描かれる「表世界」を基準とする。

### 私立グリモワール魔法学園
埼玉県風飛市に建つ魔法使いの養成施設。学園生は年齢や在学年数によらず「ローズ」「リリィ」「サンフラワー」の3クラスに所属する（学園については#施設に詳述）。
転校生
声 - なし
年齢 – 不明/ 誕生日 - 不明/ 身長 - 178cm以上（みまわり！魔法少女［FINALE］のエンディング）の外見から）/ 体重 - 不明/ スリーサイズ – 不明/ 所属 – なし/ 在学年数 - 1年未満→3年
本作の主人公。主人公はプレイヤー自身であるため、本名や所属クラスなど多くのプロフィールは設定されていない。
裏世界の転校生は裏世界の遊佐鳴子からもたらされた情報に記されておらず、裏世界では存在しない生徒の一人とされていた。後に、科研に拉致され風飛大深度地下で実験漬けにされていたことが裏世界の萌木の固有魔法をきっかけに判明する。第8次侵攻で裏世界の智花を殺害したムサシ級の正体でもある。

#### ローズ
神凪 怜（かんなぎ れい）
声 - 喜多村英梨
年齢 - 17→18/ 誕生日- 7月18日/ 身長 - 165cm/ 体重 - 54kg/ スリーサイズ – B85/W56/H82/ 所属 – 剣道部・風紀委員→グリモア軍/ 在学年数 - 5年→卒業
転校生のことを「転校生」と呼ぶ。
神凪神社の見習い巫女。
真面目で誠実な性格だが、泳げないという欠点も持つ。
異性との交流についても非常に奥手で、手を繋ぐことを敬遠したり家族の下世話な会話に苦労したりするなど潔癖な面も見せる。
戦闘では主に、家に伝わる神戯一刀流を使用する。
2019年3月をもって学園を卒業したが、同年4月に創設されたグリモア軍に所属する形で学園に留まっている。
裏世界の怜は表世界と違い、魔物との戦いにより失った片目を眼帯で覆っている。第8次侵攻でムサシ級と交戦し死亡すると記録されていたが、2020年5月のレイドイベント「リバースレコード」において表世界からの干渉により生還した。
冬樹 イヴ（ふゆき イヴ）
声 - 大久保瑠美
年齢 - 14→16/ 誕生日 - 12月24日/ 身長 - 155cm/ 体重 - 39kg/ スリーサイズ – B74/W53/H77/ 所属 – 風紀委員/ 在学年数 - 2年→4年
転校生のことを「転校生さん」と呼ぶ。
冬樹ノエルとは双子の姉にあたるエリート少女。
冬樹家の長女として誰よりも秀でることを目的とし、それ以外の物事はすべて不要と切り捨て関心を示さない。
入学以来妹のノエルのことを無視し遠ざけていたが、本心では何より大切に想っており、自分が出世し前線に立つことで妹を戦いに出さないようにしていた。出世しても妹が魔法使いの責務を免れるわけではないという問題や、名家である冬樹の娘としての重圧、妹の成長に追い抜かれるかもしれない不安などが重なり精神的に疲弊していたところで、2017年12月のコミュニケーションイベント「約束のキャロル」にてノエルと互いに本音を明かし、和解する。
風紀委員の仕事も、あくまで内申点目的でありサボっていた時期もあったが、ノエルとの和解を境に真面目にこなすようになる。
他人と関わろうとしなかった反動か人付き合いは苦手で、比較的仲の良い萌木の誕生日の際もプレゼントを渡してさっさと帰ろうとするなど不器用な部分も目立つ。
2019年4月から、生徒会長に就任した水無月風子に代わり風紀委員長となる。
裏世界のノエル（イヴ）は魔法に覚醒する直前に双子同士が入れ替わって遊んでいた結果、そのまま「冬樹ノエル」として学園に登録されてしまったためにノエルとして生活している。入れ替わりという複雑な事情を抱えたために表世界よりも険悪な関係のまま第8次侵攻を迎え、姉妹ともに死亡するとされてきたが、2020年5月のレイドイベント「リバースレコード」において表世界からの干渉により生還。同月のコミュニケーションイベント「風飛の丘に花は咲き 第8次侵攻」で表世界の冬樹姉妹の手引きにより和解している。
エレン・アメディック
声 - 生天目仁美
年齢 - 17→19/ 誕生日 - 9月3日/ 身長 - 165cm/ 体重 - 55kg/ スリーサイズ – B87/W57/H86/ 所属 – 精鋭部隊/ 在学年数 - 1年未満→3年
転校生のことを「転校生」と呼ぶ。
元軍人。転校前は国連軍機甲師団に所属していた。
指揮においては卓越した技術を誇る。学園生(主に転校生や真理佳)の訓練を指導している。
アクの強い他の精鋭部隊の面子と比べて、基本的に真面目で常識人。
ただし、メアリーとはライバルとも喧嘩友達とも言える間柄のため、彼女相手になると砕けた面を見せる。
裏世界のエレンは学園に入学することはなく、一般人の兵士としてコロンビアのパストで戦死している。
月宮 沙那（つきみや さな）
声 - ゆかな
年齢 - 18→19/ 誕生日 - 6月29日/ 身長 - 166cm/ 体重 - 54kg/ スリーサイズ – B87/W58/H88/ 所属 – なし/ 在学年数 - 3年→5年
転校生のことを「転校生さん」と呼ぶ。
神宮寺専属メイドとして神宮寺初音に仕えている付き人兼教育係。
主人の要望には十全を以て応え、プライベートすらも犠牲にしている。
裏世界の沙那は第8次侵攻において初音を庇い死亡している。2020年5月のレイドイベント「リバースレコード」においては表世界の介入によって生存し、同月のコミュニケーションイベント「風飛の丘に花は咲き 第8次侵攻」でかつて裏世界に迷い込んだ転校生との再会を喜ぶ様子が描かれた。
楠木 ありす（くすのき ありす）
声 - 堀中優希
年齢 - 13→15/ 誕生日 - 10月15日/ 身長 - 135cm/ 体重 - 27kg/ スリーサイズ – B62/W45/H64/ 所属 – 手芸部/ 在学年数 - 1年→3年
転校生のことを「転校生さん」と呼ぶ。
極度の引っ込み思案で、台詞も途切れがちになるほどの人見知り。
常に連れている魔法で自立化させた人形は、ありすと異なる人懐っこい性格であり、自身を【狂った姫様（クレイジープリンセス）】と呼ぶ。
裏世界のありすはパルチザンのメンバーとして活動しており、2019年9月に開催されたレイドイベント「永遠の夢」で姿を見せている。自立させて使役している人形も等身大球体関節人形と大きく違う。
水瀬 薫子（みなせ かおるこ）
声 - 伊藤静
年齢 - 17→19/ 誕生日 - 2月2日/ 身長 - 167cm/ 体重 - 58kg/ スリーサイズ – B95/W57/H93/ 所属 – 生徒会/ 在学年数 - 4年→6年
転校生のことを「転校生さん」と呼ぶ。
生徒会副会長。
誰に対しても敬語で話す礼儀正しい才女だが、基本的に虎千代以外の人間を見下している。
奔放な性格の虎千代を叱るなど生徒会の中ではまとめ役の様な存在。一方で、もものような「可愛い女の子」を羨む一面もある。
音無 律（おとなし りつ）
声 - 沢城みゆき
年齢 - 16→18/ 誕生日 - 8月25日/ 身長 - 158cm/ 体重 - 52kg/ スリーサイズ – B82/W58/H87/ 所属 – なし/ 在学年数 - 3年→5年
転校生のことを「転校生」と呼ぶ。
いつもギターケースを持っており常に曲作りに勤しんでいる少女。
歌はそれなりに上手らしいが、ギターの腕と作詞のセンスは潰滅的。
千佳とは親友であり、加えて自由とはカラオケ仲間。
裏世界の律は第8次侵攻中に戦死するはずだったが、2018年4月レイドイベント「風飛の丘に花は…ジョンバール分岐点」で表世界から来た転校生と遭遇、避難先の神凪神社に辿り着き生存する。
東雲 アイラ（しののめ アイラ）
声 - 松岡由貴
年齢 – 312（自称）→314（自称）/ 誕生日 - 1月15日/ 身長 - 136cm/ 体重 - 27kg/ スリーサイズ – B64/W51/H65/ 所属 – 歓談部/ 在学年数 - 1年未満→3年
転校生のことを「少年」と呼ぶ。
吸血鬼を自称している少女。
見た目によらぬ深い知識と、高い戦闘能力の持ち主。授業も免除されている。
ただし自他ともに認める「おばあちゃん」でもあり、機械の扱いは致命的に苦手。
2016年12月に行われたイベント「キミアの印象」で、アイラが実際に300年を超えて生きており、アイザック・ニュートンとは旧知の知人であることが嘘ではないと明らかにされた。
裏世界のアイラについては朱鷺坂 チトセを参照。
宍戸 結希（ししど ゆき）
声 - 洲崎綾
年齢 - 15→17/ 誕生日 - 10月18日/ 身長 - 151cm/ 体重 - 39kg/ スリーサイズ – B77/W52/H76/ 所属 - 魔導機器発明部/ 在学年数 - 1年未満→3年
転校生のことを「転校生君」と呼ぶ。
世界有数の頭脳を誇り授業を免除されている天才少女。
物静かで、滅多に感情をあらわにしない性格。自分の健康状態にも無関心。
裏世界の結希は第8次侵攻後、人類を守るためにゲネシスタワー設計等に貢献したもののALSを患い不自由な体になっていった。2016年1月のレイドイベント「未来遺志」に登場する12年後の結希はほとんど寝たきりの状態となっており、また2020年4月のレイドイベント「風飛の丘に花は散り ゲネシスタワー」に登場する5年後の姿では車椅子で生活する立ち絵が描写されている。
瑠璃川 春乃（るりかわ はるの）
声 - 三澤紗千香
年齢 - 17→19/ 誕生日 - 3月10日/ 身長 - 164cm/ 体重 - 53kg/ スリーサイズ – B87/W58/H86/ 所属 – なし→グリモア軍/ 在学年数 - 5年→卒業
転校生のことを「転校生」と呼ぶ。
瑠璃川秋穂の姉。一見クールビューティに見えるが、重度のシスコン。たびたび秋穂と接する転校生を目の敵にしている。
魔物討伐を始めとした任務の数々にも積極的でないが、妹の秋穂が関われば眼の色を変える。
2019年3月をもって学園を卒業したが、同年4月に創設されたグリモア軍に所属する形で学園に留まっている。
鳴海 純（なるみ じゅん）
声 - 小清水亜美
年齢 - 17→18/ 誕生日 - 7月28日/ 身長 - 165cm/ 体重 - 49kg/ スリーサイズ – B82/W55/H79/ 所属 – なし/ 在学年数 - 2年→4年
転校生のことを「転校生」と呼ぶ。
女子高生モデル。
ラーメンが好きな格ゲーマーだが、モデルとしてのイメージ悪化を懸念し秘密にしている。
魔法使いになって「ゲームの技を出せる」と嬉しがるなど少々調子のよい性格。
絢香とは芸能人仲間であり、教室でよく談笑したり愚痴を言い合う仲。彼女の魔法を知ったときは戸惑いを覚えつつも「知りたいと思ったことは知らなきゃダメ」と受け入れた。
裏世界の純はパルチザンのメンバーとしての活動の末に病死とされていたが、2020年4月のレイドイベント「風飛の丘に花は散り ゲネシスタワー」における表世界の介入によってその前に救われ、表世界の医療施設で療養している。
守谷 月詠（もりや つくよ）
声 - 金元寿子
年齢 - 13→15/ 誕生日 - 3月14日/ 身長 - 145cm/ 体重 - 36kg/ スリーサイズ – B69/W50/H70/ 所属 – 精鋭部隊/ 在学年数 - 1年未満→3年
転校生のことを「転校生」と呼ぶ。
天才軍師を目指している少女。
体力の貧弱さや経験の未熟さが目立つが、本人はかなりの努力家。
同時に、かなりの負けず嫌いであり、同じ指揮官タイプである転校生や、学園でちやほやされる絢香などに突っかかっている。
皇 絢香（すめらぎ あやか）
声 - 志村由美 / 早見沙織
年齢 - 15→17/ 誕生日 - 11月28日/ 身長 - 158cm/ 体重 - 45kg/ スリーサイズ – B86/W55/H85/ 所属 – なし/ 在学年数 - 5年→7年
転校生のことを「転校生君」と呼ぶ。
アイドルユニット【Magic☆Star】に所属している。
学園内外を問わず誰にでも愛想を振るまいているが、素の性格は愚痴をこぼしたりするなど良くも悪くも普通の少女。
しかしファンのことを心底大切に思い、魔法使いやアイドルとしての立場に甘えずに努力を続ける前向きな性格。
相手の心を読む魔法と相性がとても良く、常に発動している。本人はあまり好ましく思っていないため、一部の人間にしか能力を明かしていない。
裏世界の絢香はパルチザンのメンバーとして活動中に戦死する結末であったが、前述の純と同じく2020年4月のレイドイベント「風飛の丘に花は散り ゲネシスタワー」で表世界の介入により命を救われる。
担当声優の志村は2016年に引退したが、事前に収録した音声を使用することで引退後も対応していた。2019年から『グリモアA』に移行するにあたり、新規に早見がキャスティングされることになった。
氷川 紗妃（ひかわ さき）
声 - 名塚佳織
年齢 - 16→18/ 誕生日 - 1月29日/ 身長 - 159cm/ 体重 - 50kg/ スリーサイズ – B83/W57/H86/ 所属 – 風紀委員/ 在学年数 - 3年→5年
転校生のことを「転校生さん」と呼ぶ。
規律に厳しい性格で、わずかな校則違反も見逃さない。
とりわけ不純異性交遊には目を光らせており、多くの女子生徒と交流のある転校生や、アプローチの過激な香ノ葉を要注意人物と見なしている。
校則違反さえ絡まなければ優しくも生真面目な性格で、本人も日頃から怒ったり他人を注意する面が多いことを気にしている。
南条 恋（なんじょう れん）
声 - 中村繪里子
年齢 - 13→15/ 誕生日 - 11月19日/ 身長 - 142cm/ 体重 - 31kg/ スリーサイズ – B65/W49/H65/ 所属 – 天文部/ 在学年数 - 2年→4年
転校生のことを「転校生」と呼ぶ。
天文部副部長。「～じゃ」など、年寄りのような口調で話す。
年齢に見合わず、しっかり者の少女。横文字は苦手らしく、セリフは「あーちすと」のように平仮名表記である。
絵の実力が高く、コンクール入選も珍しくないが、なぜかどこかに必ず梅干しが描かれており、その理由は本人曰く「梅干しが好きだからじゃ！」とのこと。
また筋肉フェチの傾向があるらしく、特に転校生をモデルにした絵を描くとき筋肉を強調した描写が多いらしい。
裏世界の恋はパルチザンのメンバーとして活動している。表世界の恋と比べかなりはっちゃけた性格で、セクハラまがいの発言を発することも度々ある。スペイン攻略戦での援軍として初登場し、『グリモアA』でも表世界に居ついている様子。
遊佐 鳴子（ゆさ なるこ）
声 - 瀬戸麻沙美
年齢 - 17→19/ 誕生日 - 8月23日/ 身長 - 168cm/ 体重 - 56kg/ スリーサイズ – B88/W56/H87/ 所属 – 報道部→報道部兼遊撃部隊→グリモア軍/ 在学年数 - 11年→卒業
転校生のことを「転校生君」と呼ぶ。
元報道部部長。2018年3月をもって学園を卒業したが、虎千代が新設した遊撃部隊の一員として学園に残り、2019年4月以降はグリモア軍に転属となる。登場生徒の中では最も長く在学していた。一人称は「ボク」。
あらゆる手段を用いて情報収集を行う危険人物であり、そのため生徒会や風紀委員からは厳しくマークされている。
夏海には厳しい態度をとっているようで内心では後輩として大切に思っている。
霧の嵐に巻き込まれ裏世界に迷い込んだことがあり、その過程で魔法使いに覚醒した。その後、同じく表世界からの漂流者から魔法使いの訓練を受けるが、偶然発生した霧の嵐に巻き込まれたことで表世界に帰還。
複数の裏世界の自身と連絡を取っていたため裏世界の情報に詳しいが、最年長である12年後の鳴子が自殺したため、以降の情報は途切れることとなった。その後は自らの意志で裏世界に戻った岸田眞吾から情報を得ている。
裏世界の鳴子は第8次侵攻後の12年を生き延び、裏世界における学園の生死や発生した事件などをデータとして記録していた。ゲートが開いたことで表世界の鳴子たちを呼び寄せるが、彼女たちと対面する直前に自殺し裏世界のデータを残す。データは後に「パンドラ」と名付けられ、表世界の鳴子はこのデータに記載の無い生徒、裏世界に痕跡すら見当たらない裏世界では存在しない生徒に興味を持つ。
立華 卯衣（たちばな うい）
声 - 福圓美里
年齢 - 0→2/ 誕生日 - 12月4日/ 身長 - 154cm/ 体重 - 39kg/ スリーサイズ – B79/W53/H78/ 所属 – 天文部/ 在学年数 - 1年未満→3年
転校生のことを「転校生君」と呼ぶ。
無口で無表情な少女。会話も動きも最小限で省エネに日々を過ごす。
人造生命体だが、現代の科学では生み出せないオーパーツ。
裏世界では存在しない生徒の一人であったが、2016年1月に行われたレイドイベント「未来遺志」で、裏世界の結希がいつか完成させる対魔物兵器であることが明らかとなった。
朱鷺坂 チトセ（ときさか – ）
声 - 水樹奈々
年齢 – 不明/ 誕生日 - 10月28日/ 身長 - 172cm/ 体重 - 60kg/ スリーサイズ – B87/W57/H86/ 所属 – 生徒会/ 在学年数 - 1年未満→3年
転校生のことを「転校生君」と呼ぶ。
生徒会書記。本人の自己申告したもの以外での素性が知れず謎が多い、裏世界では存在しない生徒の一人。
常に他人をからかうような態度が特徴だが、一方で面倒見の良い部分も見せている。
プロフィールでは嫌いな食べ物にトマトジュースを挙げているが、2015年6月7日の「兎ノ助、あのね。」では貰ったトマトを嬉々として「ジュースにしよう」と発言しており、実際は好物。
2015年10月に行われたレイドイベント「希望と幻想の理想郷(ユートピア)」で、その正体が裏世界のアイラが魔法で変化した姿である事が明らかとなり、その正体を目の当たりにしたアイラは、語られた顛末にショックを受けた。
なお、彼女の誕生日の10月28日は魔法で姿を変えた彼女がゲートをくぐって表世界に来た日であり、実際の誕生日はアイラと同じ1月15日であることを彼女自身が説明している。ただし、現在も10月28日は彼女の誕生日として扱われている。
幻覚魔法を得意としており、時折転校生を女の子の「マキちゃん」に変身させる。
如月 天（きさらぎ そら）
声 - 高垣彩陽
年齢 - 16→17/ 誕生日 - 5月14日/ 身長 - 155cm/ 体重 - 43kg/ スリーサイズ – B84/W56/H79/ 所属 – 魔導兵器開発局/ 在学年数 - 1年未満→3年
転校生のことを「転校生」と呼ぶ。
魔導科学研究所の科学者。
学園生のうち唯一魔法使いに覚醒していないが、自身が開発した機械「デウス・エクス」で魔法を使えるようになった。
2020年1月のレイドイベント「アガルタ大五芒」での奮戦中で「デウス・エクス」は不調を起こしてしまうが、それと同時に魔法使いとして覚醒した。
研究のためならば自分を実験台にすることすら厭わないほどの情熱家。
犬川 寧々（いぬかわ ねね）
声 - 田村ゆかり
年齢 - 10→12/ 誕生日 - 9月9日/ 身長 - 139cm/ 体重 - 31kg/ スリーサイズ – B66/W54/H69/ 所属 – 教員部/ 在学年数 - 1年未満→3年
転校生のことを「お兄ちゃん」と呼ぶ。
グリモワール魔法学園の学園長。
前学園長の死去に伴い、学園長となったと同時に、魔法使いにも覚醒し学園生の立場も兼ねることとなった。
可愛がられて育ったため性格は子供らしくわがまま。しかし、前学園長を通じた人脈を活かすなど学園長としての腕前は中々のもの。また、英語を話すことができる。
生徒会の面々とは生徒の中でも立場が比較的近く、特に虎千代には親同然になついている。
浦白 七撫（うらじろ なな）
声 - 久保ユリカ
年齢 - 16→18/ 誕生日 - 10月4日/ 身長 - 150cm/ 体重 - 44kg/ スリーサイズ – B77/W56/H79/ 所属 – なし→風紀委員/ 在学年数 - 1年未満→3年
転校生のことを「転校生君」と呼ぶ。
東北守備軍特殊魔法隊に所属しており、イベント終了後学園に編入してきたアイヌの少女。初登場は2016年3月に行われたレイドイベント「北海道奪還」。
サボテンの姿をした魔物を連れており、「メノコ姉さん」と呼んでいる。
実力は高く、礼儀正しい性格。しかし、今まで一般的な環境とは切り離されて育ったため、少し常識とはずれた感性の持ち主。
霧の護り手に潜入していたこともあり、編入当時から風紀委員に勧誘されていた。その時点では本人は断っていたが、2019年4月より始まった新章『グリモアA』では学園を卒業した神凪の跡を継ぐ形で風紀委員に入った。
キャラクターデザイン及び設定の原案は公募された。

#### リリィ
南 智花（みなみ ともか）
声 - 石原夏織
年齢 - 16→18/ 誕生日 - 9月22日/ 身長 - 155cm/ 体重 - 45kg/ スリーサイズ – B81/W57/H81/ 所属 – 陸上部→グリモア軍/ 在学年数 - 5年→卒業
転校生のことを「転校生さん」と呼ぶ。
この物語の中核をなすメインヒロイン。
私生活においては面倒見が良く誰とでも仲良くでき、転校生の多い本学園において【最初の友達】が大体彼女であるほどと言われる。
手先は基本的に器用だが、なぜか料理だけは壊滅的に不得意(しかも本人は自覚がない)。
4月1日を迎える度に、認識できる範囲全てを巻き込んで同じ年を繰り返させるという宇宙規模の「時間停止の魔法」を無意識のうちに発動していたが、2018年4月1日の「兎ノ助、あのね。」にて魔法の効果が失われたことが確認された。
裏世界の智花は第8次侵攻で逃げ遅れた子供を助ける為にムサシ級の魔物と交戦し死亡した。アプリ初回起動時に流れるオープニングムービーや時間の繰り返しの際に現れるビジョンはその今際の際の様子であったが、2020年5月のレイドイベント「リバースレコード」にて表世界から来た智花自身によって命を救われている。
2019年3月をもって学園を卒業したが、同年4月に創設されたグリモア軍に所属する形で学園に留まっている。
エミリア・ブルームフィールド
声 - 大坪由佳
年齢 - 17→18/ 誕生日 - 5月22日/ 身長 - 159cm/ 体重 - 51kg/ スリーサイズ – B84/W56/H85/ 所属 – 歓談部/ 在学年数 - 1年未満→3年
転校生のことを「転校生君」と呼ぶ。
イギリスからの留学生。日本とイギリスの橋渡しになるため、日々努力している。
正義感が強く実力も高いが、楽観主義の強い面もあり、戦場の恐ろしさを知る生徒からたしなめられることもある。
当初は宗教観からアイラが吸血鬼を自称していることに辟易していたが、彼女の真相を知ってからはそのようなこともなくなった。
裏世界のエミリアはネテスハイム魔法学園への帰還中に第8次侵攻に遭遇、戦死している。
来栖 焔（くるす ほむら）
声 - 藤村歩 / 日笠陽子
年齢 - 13→15/ 誕生日 - 2月5日/ 身長 - 146cm/ 体重 - 39kg/ スリーサイズ – B76/W53/H75/ 所属 – 精鋭部隊/ 在学年数 - 6年→8年
転校生のことを「転校生」と呼ぶ。
集団行動を嫌う少女。
かつて自身の家族を殺害した【傷の魔物】に対して異常なほどに執着し、復讐のために通常授業をサボり魔法の練習に励んでいる。
2015年11月に行われたレイドイベント「火焔の誓約」にてついに復讐を果たすものの、その後しばらく何をしてよいかもわからず途方に暮れていた時期があった。その後は自分のやりたいこと、興味の持てるものを模索するなど、彼女なりに普通の幸せを望んでいる。
実は彼女の生まれは盛山研究所の試験管の中であり、元々は対魔物用の強化人間の実験体として作られた存在。前述の家族を殺されたというのも魔物を倒す理由を作るために植え付けられた偽りの記憶である。すなわち、後述のリゼット・オーデュラーとは姉妹のような関係にある。結希達によってその事実を知ると、リゼットを倒して彼女の凶行を止めようと考え、2020年2月のレイドイベント「ヘヴン」にて彼女との死闘を演じた。
裏世界の焔は第7次侵攻において死亡する4名の学園生のひとりだったが、裏世界に迷い込んだ転校生の干渉と、その後の表世界からゲートを用いて現れた援軍によって生還している。
2019年5月より、藤村歩の声優活動休業に伴い、新たに日笠陽子がキャスティングされることになった。
間宮 千佳（まみや ちか）
声 - 巽悠衣子
年齢 - 16→18/ 誕生日 - 8月1日/ 身長 - 158cm/ 体重 - 53kg/ スリーサイズ – B83/W57/H85/ 所属 – なし/ 在学年数 - 2年→4年
転校生のことを「転校生」と呼ぶ。
魔法使いに覚醒しても常に女子力を磨いており、特異な性格の多い学園生の中では数少ない性格上一般人。
年頃相応で恋愛にも余念がないがいつもフラれる。寮では校則で禁止されているが、私的に魔法を用いて装飾具を密造しているらしい。
友達思いで度量の広い性格でもあり、律のズレた趣味にも敬遠せずただ一人離れずにいたことから彼女と親友になった。
律に加えて自由とはカラオケ仲間で、ゆえ子もある時期から「先生」と呼んで一緒にいることがある。
裏世界の千佳は第8次侵攻の最中、律を見捨てて逃亡した後に魔物に殺されたと思われていた。しかし、2018年4月レイドイベント「風飛の丘に花は…ジョンバール分岐点」で表世界から来た転校生の行動の結果、避難先の神凪神社に辿り着き生存する。
海老名 あやせ（えびな – ）
声 - 原田ひとみ
転校生のことを「転校生さん」と呼ぶ。
年齢 - 17→19/ 誕生日 - 11月20日/ 身長 - 167cm/ 体重 - 59kg/ スリーサイズ – B90/W62/H92/ 所属 – 歓談部/ 在学年数 - 7年→9年
おっとりした雰囲気と話し方が特徴で、聞き上手で話好きだが、気が付いたら2時間経っていたというほど長話が多い。
かつて薫子の世話を焼いたことがあるらしく、虎千代以外では数少ない彼女に優位に立てる人物。
一方、上記の雰囲気とは裏腹に相手を動けなくして徹底的に攻撃するといった一面もある。
本人は卒業する年齢・在学年数を満たしているが、卒業しないことを不思議に思っていた。2019年9月のレイドイベント「永遠の夢」にて新たな敵「怪物」の先触れを閉じ込める役目をアイダから受け継ぐことになり、それにより成長が止まったということが明かされた。
2019年12月のレイドイベント「最期の夢」にてアイダから役目と彼女の能力を受け継いだ。2020年1月のレイドイベント「アガルタ大五芒」では、受け継いだ能力を使って学園とオークランド大空洞を繋ぐゲートを開き、トラッシュ達の妨害に貢献した。
椎名 ゆかり（しいな – ）
声 - 中原麻衣
年齢 - 17→19/ 誕生日 - 10月23日/ 身長 - 161cm/ 体重 - 55kg/ スリーサイズ – B89/W60/H92/ 所属 – クラス委員長兼保健委員→グリモア軍/ 在学年数 - 5年→卒業
転校生のことを「転校生君」と呼ぶ。
世話焼きな性格で、多くの生徒から頼りにされている。
龍季や望といった怪我や体調不良の多い生徒には特に世話を焼くことが多く、頭の上がらない存在。
2019年3月をもって学園を卒業したが、同年4月に創設されたグリモア軍に所属する形で学園に留まっている。
朝比奈 龍季（あさひな たつき）
声 - 豊口めぐみ
年齢 - 17→18/ 誕生日 - 5月19日/ 身長 - 164cm/ 体重 - 52kg/ スリーサイズ – B85/W57/H84/ 所属 – なし→グリモア軍/ 在学年数 - 5年→卒業
転校生のことを「転校生」と呼ぶ。
授業をサボってケンカに明け暮れる不良生徒。
乱暴な性格で言葉遣いも荒いが、心を許した人間には素直でないながらも面倒見の良い部分を見せる。
実は犬好きであり隠れてペットショップに寄ったり、さらの飼い犬シローを撫でているところを他生徒に目撃されている。
2019年3月をもって学園を卒業したが、同年4月に創設されたグリモア軍に所属する形で学園に留まっている。
裏世界の龍季はある事件で一般人を殺害してしまった為に七枷市の矯正施設に収容されていた。その後は第8次侵攻に駆り出されて戦死するのが本来の歴史であったが、2020年5月のレイドイベント「リバースレコード」にて表世界から来た龍季と遭遇、喧嘩腰の説得によって救出された。
結城 聖奈（ゆうき せな）
声 - 下田麻美
年齢 - 15/ 誕生日 - 3月12日/ 身長 - 158cm/ 体重 - 49kg/ スリーサイズ – B78/W57/H80/ 所属 – 生徒会/ 在学年数 - 3年→5年
転校生のことを「転校生」と呼ぶ。
生徒会会計。
【労働には対価、与えられた仕事は完璧に】がモットーであり、仕事のできない人間に対して厳しい姿勢を見せる。
一方、多くの生徒に付き合いクエストに出ている転校生には「その働きに相応しい報酬を受け取れ」と忠告している。
裏世界の聖奈は第8次侵攻の後に姿をくらまし、生徒会の生き残りと共に風飛大深度地下に隠れ住んでいた。長い隠遁生活の影響で視力を失ったために眼を機械に置き換えている。2017年9月のレイドイベント「パラディンジェイル」で12年後の裏世界を探索する学園生の前に現れ、ゲートの閉じ方を伝えるために転校生たちを武田虎千代のもとへと導く。
シャルロット・ディオール
声 - 荒川美穂
年齢 - 19→20/ 誕生日 - 4月5日/ 身長 -170 cm/ 体重 - 61kg/ スリーサイズ – B98/W60/H95/ 所属 – 歓談部/ 在学年数 - 2年→4年
転校生のことを「転校生様」と呼ぶ。
バチカンのヴィアンネ教司会から派遣された使徒。厳密には学園生でない。
穏やかで礼儀正しいが、宗教勧誘をよく行うために風紀委員から注意されることもある。
作中屈指のスタイルを持つため、他生徒から羨ましがられる場面もある。
瑠璃川 秋穂（るりかわ あきほ）
声 - 小倉唯
年齢 - 13→14/ 誕生日 - 6月15日/ 身長 - 142cm/ 体重 - 35kg/ スリーサイズ – B68/W51/H70/ 所属 – 散歩部/ 在学年数 - 5年→7年
転校生のことを「先輩」と呼ぶ。
瑠璃川春乃の妹。
純真無垢な性格。姉に頼りきりの自分を変えようと独り立ちの決意を固めているが、いざ独りになると泣きだしてしまう。
もともと霧に汚染されやすい体質のため、姉の春乃が常に側で障壁を張っていなければならなかったが、霧が薄まったことで秋穂自身での行動が増えてきている。
霧塚 萌木（きりづか もえぎ）
声 - 茅野愛衣
年齢 - 15→17/ 誕生日 - 1月9日/ 身長 - 154cm/ 体重 - 45kg/ スリーサイズ – B77/W54/H78/ 所属 – 文芸部・図書委員/ 在学年数 - 6年→8年
転校生のことを「転校生さん」と呼ぶ。
読書家な少女。その読書範囲は文字が書かれているもの全般に及び、古典から絵本まで様々な書物を網羅している。
弱気な性格だが、心優しく面倒見が良い。
裏世界の萌木は表世界と違い、見たものの真実を知ることができる強力な非現象魔法を密かに習得している。第7次侵攻で戦死する4名の学園生のひとりだったが、その直前に表世界から迷い込んだ転校生と出会ったことで裏世界の転校生の居場所を突き止め、彼の身元が徹底的に隠匿されているという事実を伝えた。その後の表世界の更なる介入によって第7次侵攻の結末は変わり、萌木も生還する。
雪白 ましろ（ゆきしろ – ）
声 - 下屋則子
年齢 - 17→19/ 誕生日 - 12月21日/ 身長 - 166cm/ 体重 - 57kg/ スリーサイズ – B94/W57/H92/ 所属 – 料理部→料理部兼遊撃部隊→グリモア軍/ 在学年数 - 8年
転校生のことを「転校生さん」と呼ぶ。
北海道出身の少女。魔物の侵攻によって家族を失った過去を持つ。2018年3月をもって学園を卒業したが、虎千代が新設した遊撃部隊の一員として学園に残り、2019年4月以降はグリモア軍に転属となる。
ダジャレを言っては周囲の雰囲気を凍らせている変わり者で、「雪女」の異名を名乗っている。
魔物の侵攻によって壊滅した北海道の生き残りということから周囲に好奇の眼で見られたことに耐え兼ね、そういった人々を遠ざけるためにダジャレ好きを装っている。
北海道奪還後はキャラ作りをやめようとしたが、明鈴たちのつまらなそうな態度を見て撤回した。
野薔薇 姫（のいばら ひめ）
声 - 沼倉愛美
年齢 - 15→17/ 誕生日 - 8月29日/ 身長 - 157cm/ 体重 - 45kg/ スリーサイズ – B79/W56/H81/ 所属 – 園芸部/ 在学年数 - 2年→4年
転校生のことを「転校生さん」と呼ぶ。
軍閥の名家である野薔薇家の長女。
野薔薇家の教えのもと常に完璧を目指しているが、少々調子に乗りやすく、くだらないことにも全力を尽くそうとするなどどこか抜けている性格。
刀子と自由を護衛役、世話役として従えているが、彼女たちに苦労している場面もみられる。
裏世界の姫は第8次侵攻の際に国軍と共に全滅するとされていたが、2018年4月のレイドイベント「風飛の丘に花は…ジョンバール分岐点」で表世界から来た転校生と遭遇、梓たちと共に国軍の残存戦力を取りまとめて生存する。
支倉 刀子（はせくら とうこ）
声 - 今井麻美
年齢 - 16→17/ 誕生日 - 5月5日/ 身長 - 166cm/ 体重 - 56kg/ スリーサイズ – B85/W56/H84/ 所属 – 園芸部/ 在学年数 - 2年→4年
転校生のことを「転校生」と呼ぶ。
野薔薇姫の護衛役。
武士道を重んじる性格。姫への忠義心も厚いが、姫を優先するあまり、周りへの被害を顧みないトラブルメーカー的な側面も持つ。
小鳥遊 自由（たかなし みゆ）
声 - 長妻樹里
年齢 - 16→17/ 誕生日 - 4月27日/ 身長 - 157cm/ 体重 - 49kg/ スリーサイズ – B83/W56/H85/ 所属 – 園芸部/ 在学年数 - 2年→4年
転校生のことを「先輩」と呼ぶ。
野薔薇姫の世話役（メイド）。その割にはサボり癖が目立ち、刀子や姫に幾度となく諌められている。
ネット中毒者であり、人を「〇〇氏」と呼ぶなど口調もオタク的。千佳と律とはカラオケ仲間で、純と望とはゲーム仲間。
楯野 望（たての のぞみ）
声 - 矢作紗友里
年齢 - 14→16/ 誕生日 - 2月26日/ 身長 - 152cm/ 体重 - 38kg/ スリーサイズ – B75/W51/H74/ 所属 – なし/ 在学年数 - 1年未満→3年
転校生のことを「転校生」と呼ぶ。
部屋から出たがらない自称ニート。もっぱら電子系ゲームを好んでプレイしている。
外出したがらず運動神経も悪いが、作戦指揮などの頭脳面では優秀。そのためミナからは「タクティクスマスター」という異名をつけられている。
「霧過敏症」という持病により、慢性的な気怠さと頭痛に苛まれているなど、本作でも特に不健康な部類に入る。
学生服での立ち絵はニンテンドー3DS似のゲーム機を手に持っていたが、2019年4月より始まった新章『グリモアA』では高等部への衣替えに伴い、Nintendo Switch似のゲーム機を手に持っている。
裏世界の望は霧過敏症を魔物探知に応用しようとした科研による実験のため症状が悪化しており、2016年1月に行われたレイドイベント「未来遺志」に登場する12年後の裏世界の結希からは安楽死という結末が語られている。また2020年4月のレイドイベント「風飛の丘に花は散り ゲネシスタワー」では約5年後の存命している望が登場し、隕石を呼び寄せる強力な魔法を使いこなしながらも、衰弱が進んで車椅子で生活する立ち絵が描かれた。この5年後の望は同イベントで表世界の介入により救出され、表世界の医療施設で療養している。
双美 心（ふたみ こころ）
声 - 浅倉杏美
年齢 - 16→17/ 誕生日 - 7月21日/ 身長 - 159cm/ 体重 - 48kg/ スリーサイズ – B79/W54/H78/ 所属 – 天文部/ 在学年数 - 7年→9年
転校生のことを「転校生さん」と呼ぶ。
四六時中何かと謝罪と土下座をしているおとなしい人格と、PCを前にすると性格が一変する冷静な人格が同居する多重人格者。ガジェット集めが趣味。
おとなしい人格の方は何かと土下座をしては周囲を辟易させるなどある意味問題児だが、FXに精通したり梓が驚愕するほどのタイピング速度を誇るなど侮れない一面も持つ。
冷静な人格の方は真面目で物おじしない性格だが、大人しい人格の「心ちゃん」を溺愛して何かと世話を焼いたり、重要なはずの電話をしようというメッセージで顔文字を使うなど、少々お茶目な部分も見える。
2017年12月に行われたレイドイベント「オペレーション・サイバリア」にて、冷静な人格の心が本来の人格であり、おとなしい性格の心が副人格であることが、断片的ではあるが明らかになった。
裏世界の双美心については#ウィッチを参照。
冷泉 葵（れいせん あおい）
声 - 大亀あすか
年齢 - 17→19/ 誕生日 - 12月7日/ 身長 - 152cm/ 体重 - 45kg/ スリーサイズ – B82/W56/H84/ 所属 – 茶道部/ 在学年数 - 1年未満→3年
転校生のことを「転校生さん」と呼ぶ。
政界に幅を利かせている冷泉家の娘で、国会議員の父をもつ少女。
箱入り娘として育てられたため、彼女の知る知識は世間の常識とかなりのズレがある。
裏世界の葵は第8次侵攻の後、魔物共生派のJGJとの融和を表向きには主張、その実は政治的にJGJを封じるために動いていたが失敗し、ゲネシスタワーの魔物殲滅派に大きな被害を出した。このことから魔法使いを含むタワーの多くの住民から迫害を受け、罪悪感から卑屈になった姿が2020年4月のコミュニケーションイベント「風飛の丘に花は咲き ゲネシスタワー」に登場している。タワーの陥落後となる12年後の裏世界では生存しておらず、「聖域」ふうびきっずを守るために再びJGJの説得に赴き殺害されたと裏世界の香ノ葉から語られている。
白藤 香ノ葉（しらふじ このは）
声 - 後藤沙緒里
年齢 - 16→18/ 誕生日 - 3月18日/ 身長 - 156cm/ 体重 - 47kg/ スリーサイズ – B78/W57/H78/ 所属 – 茶道部/ 在学年数 - 3年→5年
転校生のことを「ダーリン」と呼ぶ。
京都弁で会話をするが自身は出身を明かさないという謎めいた少女。
可愛いもの好きで、イベントでは手当たり次第に女の子を着せ替えさせるなど猪突猛進な性格でその猛威はお月見イベントやハロウィン関連イベント等で大きく揮う。
その一方で、転校生と友人の関係を疑うだけで罪悪感を抱くなど、心底友人を大切に思っている。
ダーリン(転校生の呼び名)のためなら目的と手段は選ばない。
裏世界の香ノ葉は第8次侵攻後に建造されたゲネシスタワーで生活していたが、タワーの陥落後はレジスタンスに参加せず、人間同士の争いに疲れた一般人と共に「聖域」ふうびきっずで密かに暮らしていた。2018年9月のレイドイベント「サンクチュアリ」で探索に訪れた表世界の香ノ葉たちの説得により表世界へと居を移し、その後は時折戦闘に参加するようになる。
我妻 浅梨（わがつま あさり）
声 - 寿美菜子
年齢 - 13→15/ 誕生日 - 9月2日/ 身長 - 146cm/ 体重 - 38kg/ スリーサイズ – B72/W56/H76/ 所属 – 精鋭部隊/ 在学年数 - 1年未満→3年
転校生のことを「先輩」と呼ぶ。
日本の始祖十家である我妻家の長男で、姉のような優秀な魔法少女になることを目指す少年（男の娘）。転校生を除き登場生徒の中で唯一の男子である。
素直で前向きな性格だが、かなりの方向音痴で、道の覚え方が根本的におかしいためよく迷子になる。後に姉である梅から、彼は霧の濃い場所に引かれて進路を選ぶ特異体質であることが明かされるが、どうやら本人はそのことに無自覚なようである。だが、この体質がスペイン攻略戦の勝利の鍵となり、長きにわたった霧の魔物と人類との戦いを終わらせることに繋がった。
生まれ育った境遇ゆえに肝の据わった部分もあり、戦闘能力については精鋭部隊でも屈指。
裏世界の浅梨は姉の梅の招集を受けて学園を中退し、IMFの補充戦力として第8次侵攻に参加。自身は生存したが、姉の梅やコズミックシューターなど自身以外の始祖十家は戦死する。2019年2月のレイドイベント「スペイン突入」にて表世界の学園生の前に姿を現し、事情を聞いてパルチザンと共に表世界の学園生に協力する。魔物との決着を着けた後は表世界の梅の進言により、表世界の我妻家に居候している。
西原 ゆえ子（さいばら ゆえこ）
声 - 豊崎愛生
年齢 - 18→19/ 誕生日 - 6月26日/ 身長 - 141cm/ 体重 - 28kg/ スリーサイズ – B59/W46/H59/ 所属 – なし/ 在学年数 - 1年未満→3年
転校生のことを「転校生さん」と呼ぶ。
世界に三人しかいない未来予知の魔法使いの一人。予知の精度は高くはないが占いの腕は確か。
ニュージーランドで育ち、覚醒を機にグリモアに転校してきた。
かなりの虚弱体質であり、本人も気にしてムキムキになることを目標としている。
七喜 ちひろ（ななよし – ）
声 - 天野凛
年齢 - 16→18/ 誕生日 - 11月13日/ 身長 - 153cm/ 体重 - 44kg/ スリーサイズ – B74/W58/H79/ 所属 – 図書委員/ 在学年数 - 1年未満→3年
転校生のことを「先輩」と呼ぶ。
ある事件をきっかけに魔法使いに覚醒した少女。テーマパーク「汐浜ファンタジーランド」のキャラクターグッズを愛用している。
ほんわかした夢見がちな性格。常に汐ファンやキャラクターのことを考えている。
担当声優はkoebuと共同で開催したオーディションで決定された。
リゼット
声 - 日笠陽子
年齢 - 不明/ 誕生日 - 3月1日/ 身長 - 159cm/ 体重 - 7kg/ スリーサイズ – B78/W55/H75/ 所属 – なし/ 在学年数 - 1年未満
転校生のことを「我が友」と呼ぶ。
2020年3月で行われたレイドイベント「ベヒモス」より登場。新たな敵「怪物」と戦うためにロシアに残っていた「霧の魔物」が実体化した姿で、2020年2月のレイドイベント「ヘヴン」で死亡したリゼット・オーデュラーのファーストネームと姿を借りている。
詳しくは#霧の魔物（ミスティック）を参照。

#### サンフラワー
風槍 ミナ（かぜやり – ）
声 - 桑谷夏子
年齢 - 13→15/ 誕生日 - 2月24日/ 身長 - 158cm/ 体重 - 47kg/ スリーサイズ – B76/W55/H77/ 所属 – 天文部/ 在学年数 - 2年→4年
転校生のことを「サーヴァント」と呼ぶ。
天文部部長。ミナ・フランシス・シルビィアンド・ウィンドスピアと名乗っている極度の中二病。
叱られることなどに弱く、すぐに涙目になって下手に出る。素の性格は素直で友達思いであり、部員からの信頼も厚い。
眼帯で隠している右目は、魔法や霧による幻覚を看破する能力を持っている。学園で唯一無二なほどに希少な魔法だが、それゆえに他の生徒に虚言を吐いていると捉えられがちで、本人もそれをコンプレックスに思っている。能力の制御が不安定なこともあり、彼女本人はこの能力を公にはしていない。
メインストーリー第10話(2014年10月)にて右目が再覚醒し始めていた時期だったため、2015年4月1日に智花が無意識に発動した最初の「世界の時間停止」の魔法に影響されず、周囲の異変に転校生以外に最初に気づいた。そのせいもあり、毎年4月1日に繰り返しが起こっていないか確認するような挙動をしている。
裏世界のミナはパルチザンのメンバーとして活動している。表世界の本人と比べかなり真面目な性格で、裏世界の恋のことなどで苦労している様子。裏世界の恋と同様、『グリモアA』以降も表世界に居ついている模様。
岸田 夏海（きしだ なつみ）
声 - 南條愛乃
年齢 - 16→18/ 誕生日 - 8月8日/ 身長 - 147cm/ 体重 - 40kg/ スリーサイズ – B76/W54/H77/ 所属 – 報道部→グリモア軍/ 在学年数 - 5年→卒業
転校生のことを「転校生」と呼ぶ。
報道部ゴシップネタ班副班長だった。鳴子が卒業した2018年4月以降は報道部部長に昇格している。
お調子者だが、根は友人思い。ジャーナリストとしての腕はまだ未熟で、よく記事のボツを食らっている。
2019年3月をもって学園を卒業したが、同年4月に創設されたグリモア軍に所属する形で学園に留まっている。
裏世界の夏海は第8次侵攻で智花たちと共にムサシ級と交戦、死亡するとされていたが、2020年5月のレイドイベント「リバースレコード」にて表世界の介入により生還している。
冬樹 ノエル（ふゆき – ）
声 - 原紗友里
年齢 - 14→16/ 誕生日 - 12月25日/ 身長 - 155cm/ 体重 - 42kg/ スリーサイズ – B76/W55/H75/ 所属 – 散歩部/ 在学年数 - 2年→4年
転校生のことを「お兄さん」と呼ぶ。
冬樹イヴの双子の妹。
みんなのサポート役を自称しており、様々な部活に助っ人に行っている。
底抜けに明るい性格だが、姉のイヴのことになると弱気になり、負い目のある言動を繰り返していた。2017年12月のコミュニケーションイベント「約束のキャロル」にてイヴと和解し、関係は改善している。
裏世界のイヴ（ノエル）は先述のイヴの項目の通り、姉と入れ替わって学園に登録されたため「冬樹イヴ」として生活している。第8次侵攻の際に「ノエル」を庇って戦死するとされていたが、2020年5月4日の「兎ノ助、あのね。」「第8次侵攻4日目」にて表世界の瑠璃川姉妹の介入により本部へと退却した。その後の2020年5月のコミュニケーションイベント「風飛の丘に花は咲き 第8次侵攻」では表世界のイヴの説得により姉妹関係を好転させている。
仲月 さら（なかづき – ）
声 - 五十嵐裕美
年齢 - 12→14/ 誕生日 - 8月25日/ 身長 - 135cm/ 体重 - 32kg/ スリーサイズ – B67/W50/H70/ 所属 – 散歩部/ 在学年数 - 10年→12年
転校生のことを「転校生さん」と呼ぶ。
散歩部部長。子犬のシローをいつも連れている。2歳の時に魔法使いに覚醒しているため、学園には10年ほど在学している。
ひときわ純粋でのほほんとした性格だが、怖いもの知らずであり誰に対しても物おじせず話しかけられる。
初音からは「人をその気にさせるのが上手」、自由からは「バブみ(母性)の素質がある」と評されている。
裏世界のさらは裏世界での第8次侵攻後、パルチザンを結成しリーダーを務めていることが第24話11節「さらなる裏世界」でのアイラとチトセの会話にて明かされた。同話12節「仲月さらの秘密」にて両世界のさらが通信越しに接触し、2016年11月に行われたレイドイベント「ラストワルツ」にて邂逅を果たした。その直後ウィッチによってパルチザンの拠点は壊滅したものの、隠遁しながら逃げ延びており、表世界の学園生による裏世界の捜索等に協力をしている。
神宮寺 初音（じんぐうじ はつね）
声 - 山本希望
年齢 - 15→16/ 誕生日 - 4月12日/ 身長 - 142cm/ 体重 - 32kg/ スリーサイズ – B64/W52/H66/ 所属 – なし/ 在学年数 - 3年→5年
転校生のことを「転校生」と呼ぶ。
日本の巨大軍産複合体、JGJインダストリーの社長令嬢。ガサツだが軍需産業の令嬢なだけあって魔物や兵器に詳しい。
生徒会副会長補佐という役職を勝手に作っている。親衛隊を募集しているが過去に入隊を許可された者はいない。
裏世界の初音は第7次侵攻後、JGJインダストリーが魔物共生派に転向したことから強い負い目を感じ学園内で孤立していた。唯一の味方である沙那が第8次侵攻で死亡したことをきっかけに行方不明になる、と未来の裏世界では記録されていたが、2020年5月のレイドイベント「リバースレコード」において沙那の死亡が回避されたため、初音も学園に残り共に再起を図る。
武田 虎千代（たけだ とらちよ）
声 - ゆきのさつき
年齢 - 17→19/ 誕生日 - 9月20日/ 身長 - 176cm/ 体重 - 63kg/ スリーサイズ – B90/W59/H89/ 所属 – 生徒会→生徒会兼遊撃部隊→グリモア軍/ 在学年数 - 7年→卒業
転校生のことを「転校生」と呼ぶ。
生徒会長。在学生の中で総合的な戦闘力がトップである。その実力は始祖十家からも一目置かれる程。
人望も厚く、それに応え得る器の持ち主。ただ根は感覚主義で、そのため説明下手な面がある。
本来は第7次侵攻の翌年に卒業しグリモアからは離れるはずだったが、「裏世界」での惨状、そして「裏世界」の虎千代の壮絶な最期を目の当たりにし、繰り返しの切れた2018年4月以降の卒業後もグリモアに残り、新たに卒業生4名を構成メンバーとし遊撃部隊を新設して来たるべき第8次侵攻に対して備え、責務を全うした。
侵攻が収まった後も、年度末までは生徒会長として学園を牽引し、2019年4月からグリモア軍を創設し以後も「世界の護りの一角」として学園に留まっている。
裏世界の虎千代は第7次侵攻直前の討伐クエスト中に起きた崩落事故のため霧に汚染され、卒業を前にグリモアを去り風飛大深度地下の隔離施設に送られていた。第8次侵攻ではムサシ級と交戦したものの霧汚染の症状は更に進行する。その後はインドに渡ってゲートを消滅させたとされる。12年後の裏世界では霧汚染によって魔物になりつつある身体を押しとどめながら、大垣峰に表世界の転校生たちを呼び寄せゲートの消滅を実践し、残ったわずかな余命をつかさとの決闘に使う。
服部 梓（はっとり あずさ）
声 - 佐倉綾音
年齢 - 14→16/ 誕生日 - 10月30日/ 身長 - 152cm/ 体重 - 42kg/ スリーサイズ – B78/W54/H77/ 所属 – 天文部・風紀委員/ 在学年数 - 1年未満→3年
転校生のことを「先輩」と呼ぶ。
伊賀忍者の少女。「～ッス」という口調で話す。
学内組織の使い走りとして重宝され学園を飛び回っているが、その実力は学園内でも指折り。
普段はおちゃらけているが、いざ本気の状況になると本来の忍者の冷静さと非情さを表し、表情も変化する。
裏世界の梓は第7次侵攻以降は口調を改め、忍者らしい冷徹な性格に変貌している。その後は風子を支えて戦いゲネシスタワー陥落時に戦死する歴史となっていたが、2020年4月のレイドイベント「風飛の丘に花は散り ゲネシスタワー」で表世界の介入により生存、同じく生き延びた風子の後を追って何処かへ去って行った。
越水 ソフィア（こしみず – ）
声 - 東山奈央
年齢 - 16→17/ 誕生日 - 6月26日/ 身長 - 143cm/ 体重 - 37kg/ スリーサイズ – B75/W54/H76/ 所属 – 茶道部/ 在学年数 - 5年→7年
転校生のことを「転校生さん」と呼ぶ。
日米ハーフの少女。大分にある温泉旅館の跡継ぎ。
素の口調は大分弁だが、標準語が苦手なため普段は英語交じりに話している。
ただし本人は英語がそれほど得意ではなく、「エスカルゴン」を英語と思い込んでいるなど勘違いしている部分も見受けられる。
裏世界のソフィアは第7次侵攻において死亡する4名の学園生のひとりだったが、裏世界に迷い込んだ転校生の干渉と、その後の表世界からゲートを用いて現れた援軍によって生還している。
相馬 レナ（そうま – ）
声 - 嶋村侑
年齢 – 17（推定）→18（推定）/ 誕生日 - 6月16日/ 身長 - 158cm/ 体重 - 50kg/ スリーサイズ – B85/W55/H86/ 所属 – 飼育委員/ 在学年数 - 1年未満→3年
転校生のことを「てんこー」と呼ぶ。
狼に育てられたとされていた少女。
無邪気で人懐っこい性格。料理部である花梨には、普段から世話を焼かれていることもありとてもなついている。
裏世界では存在しない生徒の一人で、第8次侵攻から120年以上後の裏世界から来た人類最後の生き残りであることが明らかとなった。
生天目 つかさ（なばため – ）
声 - 浅川悠
年齢 - 18→19/ 誕生日 - 4月8日/ 身長 - 178cm/ 体重 - 67kg/ スリーサイズ – B94/W62/H90/ 所属 – 空手部→空手部兼遊撃部隊→グリモア軍/ 在学年数 - 6年→卒業
転校生のことを「転校生」と呼ぶ。
闘争に命を賭ける生徒。2018年3月をもって学園を卒業したが、虎千代が新設した遊撃部隊の一員として学園に残り、2019年4月以降はグリモア軍に転属となる。
性格は奔放であり、強い相手を求めてふらりと学園からいなくなり、魔物を討伐して戻ってくるのが日常となっている。
武田虎千代とタイマンで張り合える数少ない人物。
裏世界のつかさは第8次侵攻後に南半球に渡ったのを最後に消息不明となったが、12年後の裏世界において虎千代と共に大垣峰に現れる。虎千代と二人でゲートを消滅させた直後、魔物化の進んだ虎千代との決闘ののち自決する。
李 小蓮（り しゃおれん）
声 - 村川梨衣
年齢 - 15→16/ 誕生日 - 6月28日/ 身長 - 148cm/ 体重 - 41kg/ スリーサイズ – B77/W56/H78/ 所属 – 料理部/ 在学年数 - 1年未満→3年
転校生のことを「転校生」と呼ぶ。
中国からの留学生。将来、三ツ星レストラン「三星飯店」を開くことが目標。
料理の腕はそれなりにあるが、おだてると余計なひと工夫を加えてしまうなどお調子者な性格。
一方で平時ではそれなりに常識人かつしっかり者であり、抜けた面のある明鈴をフォローすることも多い。
雀 明鈴（ちゃお めいりん）
声 - 仙台エリ
年齢 - 15→16/ 誕生日 - 5月30日/ 身長 - 154cm/ 体重 - 47kg/ スリーサイズ – B76/W55/H78/ 所属 – 料理部/ 在学年数 - 1年未満→3年
転校生のことを「転校生」「我が弟子」と呼ぶ。
中国からの留学生。
食（食べること）を我が道とする。来日した日に横浜から食材が消えたとされるほどの健啖家。
大の辛党でもあり、オリジナルの激辛たこ焼きを作ったところ当の本人と辛党の人間以外が全員気絶してしまったことがある。
里中 花梨（さとなか かりん）
声 - 植田佳奈
年齢 - 15→16/ 誕生日 - 4月10日/ 身長 - 155cm/ 体重 - 50kg/ スリーサイズ – B89/W61/H92/ 所属 – 料理部・飼育委員/ 在学年数 - 3年→5年
転校生のことを「転校生」と呼ぶ。
学園随一の料理人。
とても世話焼きで頼もしい性格から多くの生徒とコネクションを築いているため、本人に自覚はないながらも生徒会ですら頭が上がらない学園の影の権力者となっている。
青森県の生まれで普段は南部弁を話すが、More@でのやり取りでは不慣れながら標準語を使っている。
裏世界の花梨は第8次侵攻前後においては物資管理の責任者を務め、戦死した学園生を弔っている。ゲネシスタワー陥落までは生存しており、第8次侵攻の12年後までの間に死亡していることが裏世界の香ノ葉やパルチザンから言及されている。
桃世 もも（ももせ – ）
声 - 阿澄佳奈
年齢 - 15→17/ 誕生日 - 8月3日/ 身長 - 154cm/ 体重 - 46kg/ スリーサイズ – B79/W57/H82/ 所属 – なし/ 在学年数 - 6年→8年
転校生のことを「先輩」と呼ぶ。
数多くのバイトをこなすアルバイター。学園内では食堂棟購買部を間借りして「MOMOYA」を営業している。
素直で明るく、奉仕精神の強い性格。一方で、周囲からは無茶をしているようにも見られている。
ゲーム中の購買・交換所で受付をするキャラクターでもあり、「購買部へようこそっ！　桃世もも、せいいっぱいおもてなししちゃいますっ！」が決め台詞となっている。
裏世界のももはパルチザンのメンバーとして活動しており、12年後の裏世界では灰街の宿を拠点に物資調達などの後方支援を行っていた。武田虎千代の死を境に表世界に協力の意思を示し、スペイン攻略以後の戦闘に時折参加している。
メアリー・ウィリアムズ
声 - 井上麻里奈
年齢 - 17→19/ 誕生日 - 2月18日/ 身長 - 167cm/ 体重 - 59kg/ スリーサイズ – B89/W60/H90/ 所属 – 精鋭部隊/ 在学年数 - 1年未満→3年
転校生のことを「転校生」と呼ぶ。
元軍人。転校前は国連軍歩兵師団に所属していた。
相手を蹂躙するためならば手段を択ばないリアリスト。
平時では悪ノリやおふざけも好み、特に焔やエレンにはよく突っかかっている。時折「F〇ck!」と口にすることがある。
裏世界のメアリーは第8次侵攻の2年前にエレンを国連軍の戦闘で失い、その際に魔法使いに覚醒してグリモアへと編入した。片目の傷をエレンの遺品である眼帯で覆い、言動には弱気と真面目さが現れている。本来の歴史では第8次侵攻の中でムサシ級と交戦し死亡するとされてきたが、2020年5月のレイドイベント「リバースレコード」にて表世界の介入により生還。同月のコミュニケーションイベント「風飛の丘に花は咲き 第8次侵攻」ではあくまで表世界の別人ではあるもののエレンと再会している。
与那嶺 里菜（よなみね りな）
声 - 井澤詩織
年齢 - 17→18/ 誕生日 - 7月16日/ 身長 - 152cm/ 体重 - 47kg/ スリーサイズ – B87/W55/H84/ 所属 – 水泳部/ 在学年数 - 2年→4年
転校生のことを「転校生」と呼ぶ。
沖縄出身の少女。年中プールに出向くほどの水泳好き。
元気な性格だが、あまり頭の回転は良くなく、萌木によく勉強などを教わっている。
水中での魔法戦が得意で、その実力は武田虎千代も一目置いている。
裏世界の里菜は第7次侵攻において死亡する4名の学園生のひとりだったが、裏世界に迷い込んだ転校生の干渉と、その後の表世界からゲートを用いて現れた援軍によって生還している。
水無月 風子（みなづき ふうこ）
声 - 赤﨑千夏
年齢 - 16→17/ 誕生日 - 6月28日/ 身長 - 150cm/ 体重 - 40kg/ スリーサイズ – B76/W54/H78/ 所属 – 風紀委員→生徒会/ 在学年数 - 6年→8年
転校生のことを「転校生さん」と呼ぶ。
風紀委員長。
同じ風紀委員の紗妃と異なりやる気の無さそうな様相だが、違反を見つけると瞬く間に拘束、処罰を与える。そのため「鬼の風紀委員長」と呼ばれる。
一方で生徒会や報道部など敵が多く、風紀委員の面々もクセが強いなど苦労が多いため、愚痴をこぼすこともある。
2019年3月をもって、前生徒会長の虎千代から生徒会長の任を受け継いだ。同時に風紀委員長を冬樹イヴに引き継いだ。
裏世界の風子は第7次侵攻後、虎千代から生徒会長の任を引き継ぎグリモアの壊滅後も残党や難民をまとめ、リーダーの重圧に心身を病みつつも戦い続けた。本来の歴史ではゲネシスタワーが陥落する際に最後まで残り戦死していたが、2020年4月のレイドイベント「風飛の丘に花は散り ゲネシスタワー」においてそのゲネシスタワー撤退戦に表世界が介入したことにより生存し、苦境を脱したタワーからひとり立ち去った。
円野 真理佳（まどかの まりか）
声 - 戸松遥
年齢 - 16→17/ 誕生日 - 6月30日/ 身長 - 160cm/ 体重 - 53kg/ スリーサイズ – B88/W59/H89/ 所属 – 精鋭部隊/ 在学年数 - 1年未満→3年
転校生のことを「センパイ」と呼ぶ。
幼いころからヒーローに憧れて育ったヒーローマニア。
困っている人を見過ごせない性格だが、未熟さや無鉄砲な性格から周りを巻き込むこともある。
松島 みちる（まつしま – ）
声 - 貞森光季
年齢 - 15→17/ 誕生日 - 11月24日/ 身長 - 154cm/ 体重 - 44kg/ スリーサイズ – B77/W55/H79/ 所属 – 陸上部/ 在学年数 - 1年未満→3年
転校生のことを「転校生君」と呼ぶ。
気分屋で調子のよい性格。
生まれつき魔力量がとてつもなく低く、継続的に戦うことを苦手としている。
一方で魔法の威力そのものは極めて高い一発屋。
担当声優はkoebuと共同で開催したオーディションで決定された。
ヤヨイ・ロカ
声 - 小澤亜李
年齢 - 15→17/ 誕生日 - 1月21日/ 身長 - 156cm/ 体重 - 49kg/ スリーサイズ – B90/W58/H88/ 所属 – なし/ 在学年数 - 1年未満→3年
転校生のことを「兄さん」と呼ぶ。
南半球出身の少女。父は世界的に有名な探検家アンドリュー・ロカ。
かなりの楽観主義者。いつもインコのインティを連れている。父の影響でサバイバル技術は一級品。
智花を「智花姉さん」、兎ノ助を「うのさん」と個性的な呼び方をしている。
裏世界のヤヨイは第8次侵攻を重傷を負いつつも生き延びており、その後は他の学園生と共にゲネシスタワーで生活していた。12年後の裏世界には登場するものの転校生たちの前に姿を見せておらず、薫子と共にアンゴラのゲートを閉じに向かったのを最後に生死不明とされている。

### 始祖十家
約300年前、魔物の最初の出現と同じ頃に覚醒したとされる家系の人物。魔法使いの代表として世界的な影響力を持つ。個人でも魔物に対する重要な戦力と見なされているため、海外渡航の際に監視が付くなど行動に制約も多い。
我妻 梅（わがつま うめ）
声 - 朴璐美
クラスカデコリー - ローズ
日本の始祖十家である我妻家の長女で、浅梨の姉。当学園の卒業生でもあり、生徒会長も務めていた。
サッパリした性格の持ち主。下記のコズミックシューターに次いで世界で2番目に強い魔法使いと言われている。誕生日は1月24日。
アプリリリース4周年を記念し2018年8月16日に「始祖十家参戦！！」の一番手でプレイアブル化した。
ジェイソン・デラー／コズミックシューター
声 - 森川智之
クラスカデコリー - リリィ
イギリスの始祖十家の一人。現在はアメリカでコズミックシューターと言う名のヒーローとして活躍しており、その実力は地球を破壊できる程と言われている。
前述の理由もあり、デラー家では変わり者と認識されている。現在のイギリスの代表は、いとこのジーナが受け持っている。
男性声優を起用した二人目のキャラクター。
2019年1月28日に「始祖十家参戦！！」の四番手でプレイアブル化した。男性声優を起用した初めてのプレイアブルキャラクターである。
ジェンニ・コッコ
声 -水瀬いのり
クラスカデコリー - リリィ
フィンランドの始祖十家の一人。
妖精と見まごうばかりの少年のような少女。
始祖十家の中では最年少だが実力は相当のもので、2017年10月に行われたレイドイベント「トリックオア…」のストーリーで確認できる。付け髭を愛用しており、表情のパターンには付け髭をつけているものもある。
元々はヘクセライ・シューレ・ドイツラントに籍を置いた学生だった。
無印においては短期留学だったため第8次侵攻前に帰国したが、『グリモアA』では長期留学の手続きを済ませグリモアの留学生として在籍している。誕生日は9月15日。
2018年10月23日に「始祖十家参戦！！」の三番手でプレイアブル化した。
周 万姫（しゅう ばんき）
声 - 釘宮理恵
クラスカデコリー - サンフラワー
中国の始祖十家の一人で清・ロマノフ魔法学園を守護する老師。立ち絵ありでの初登場は2018年5月1日の「兎ノ助、あのね。」「周万姫登場」。
負けず嫌いの性格で、前老師派の小蓮とはかなり仲が悪いが、内心ではお互い親友のように思っている。
その実力は相当高く、名前だけでの初登場である2016年03月に行われたレイドイベント「北海道奪還」の終盤において、清・ロマノフ魔法学園から800km離れた北海道に向けて衛星を使用した超遠距離座標指定攻撃を行うという反則じみた行動をやってのけた。
2018年9月25日に「始祖十家参戦！！」二番手でプレイアブル化した。
ジリヤ・イエヴレフ ／ソニア・イエヴレフ
声 - なし
大人の色香の漂う双子で二人ともロシアの始祖十家の一人。紫髪のショートヘアーの女性がジリヤで、金髪のロングヘアーの女性がソニア。二人とも髪のごく一部に赤髪があるのが特徴。
2019年6月に行われたレイドイベント「コキュートス」より立ち絵ありで初登場。二人とも気分屋で何を考えてるか読めない性格だが、浅梨曰く「ふざけている」だけとのこと。二人そろっていればの話ではあるが実力は確からしい。
アイダ・リーヴス
声 - なし
カナダの始祖十家で既婚者、そして海老名あやせとは顔なじみである。なお、能力は索敵、探索などの戦闘支援。
2019年9月のレイドイベント「永遠の夢」で初めて立ち絵が登場し、新たな敵の襲来を知らせるために「夢空間」で海老名あやせ達を待ち受けていた。同イベントにて、実年齢は328歳で、「怪物」が送り込む小型の分身を「夢空間」に長年閉じ込めていたことが明らかになった。
2019年12月のレイドイベント「最期の夢」にて自身の役目をあやせへ引き継ぎ、自身は夢の世界の崩壊と共に死亡した。
ジャンヌ・エイメ
声 - なし
フランスの始祖十家の一人。剣士姿の男装の麗人でありかなりの堅物。
2019年10月のレイドイベント「ジェヴォーダンの獣」にて立ち絵が初登場している。
マーヤー・デーヴィー
声 - たかはし智秋
クラスカデコリー - サンフラワー
インドの始祖十家の一人。
2017年6月に行われたレイドイベント「命の天秤」にて転校生を殺害するために動き出すも、学園生たちと他の始祖十家である梅とジェイソンに阻まれ取り押さえられた。敗北を喫し立ち去る際、転校生に対し「あなたは【ムサシ】よ」と言い残す。
2018年8月のレイドイベント「あした、死ぬとしたら」にて始祖十家に協力する形で再登場。その後も、IMFの監視下ではあるものの、「贖罪のため」と特級危険区域での調査任務に赴くなどの活動をしている。
2019年10月10日に「始祖十家参戦！！」の五番手でプレイアブル化した。
エルベシア・マッタ
声 - なし
チリの始祖十家の一人で女性（立ち絵なし、セリフあり）。
アルベルト・イエーリング
声 -  ドイツの始祖十家の一人で男性（立ち絵なし、セリフなし、名前のみ）。

### その他人物
立ち絵の登場している人物のみ紹介。
兎ノ助（うのすけ）
声 - 杉田智和
グリモワール魔法学園の進路指導官。男性。兎のぬいぐるみの姿をしており、常に浮遊している。
教官としては優秀であり、多くの学園生から慕われているがセクハラ行為も目立つ。風紀委員会に目に付けられることもしばしば。
ぬいぐるみの中身は戦死した魔法使いの意識が移植された機械とされているが、生前の記憶はない。
その実態は第3次侵攻で戦死した倉橋清太郎という魔法使いの意識を再現した霧の魔物であり、人類に敵対しない"モンスター"であることが、2016年8月に行われたレイドイベント「兎ノ助失踪」で明らかにされた。今まで正体を知らなかった本人はショックを受け失踪したが、学園生たちの説得により復職している。
レティシア・ハミルトン
声 - 小林ゆう
クラスカデコリー - ローズ
ネテスハイム魔法学園の首席でエミリアの友人。エミリアは「レティ」の愛称で呼んでいる。誕生日は10月10日。
援軍要請の第四弾として、2018年11月27日よりプレイアブル化した。
エイプリル・ホークウッド
声 - なし
ネテスハイム魔法学園の学園生。レティシアの部下で「レティシアの右腕」もしくは「ホークウッドの白い翼」（本人は嫌がっている）という俗称で呼ばれている。2019年2月のおたすけイベント「みんなでお助け魔法少女 - 進軍」にて初登場。魔物に300年支配されているスペインに、ネテスハイム学園の斥候として先行で侵入していた。
岸田 眞吾（きしだ しんご）
声 - なし
夏海の父でジャーナリスト。鳴子とは知り合い。
魔物に襲われ他界していたと思われていたが、過去に霧の嵐に巻き込まれ裏世界で生存していた。表世界に戻って家族と再会した後、再び裏世界に戻り情報を集めている。
神宮寺 樹（じんぐうじ いつき）
声 - なし
初音の兄。次男にしてJGJフューチャーの社長を務める。誕生日は7月5日。
神宮寺 茉理（じんぐうじ まつり）
声 - 青木志貴
クラスカデコリー - サンフラワー
初音の姉。三女でJGJ本社でパワードスーツ研究開発局局長を務めており、現在は学園常駐のメカニックとして居ついている。
転校生専用の「デク」の調整・整備を行っている。誕生日は4月22日。
アプリリリース4周年を記念し2018年8月16日にプレイアブル化した。
アイザック・ニュートン
声 - なし
実在の人物で科学者。晩年に魔法使いに覚醒し、魔法学の研究を開始している時間停止の魔法の使い手。アイラとは古い知人である。
魔物の出現が激しくなった時期に、アイラに時間停止の魔法を掛けた後、彼は史実同様の時期に亡くなるが、魔法を掛けられたアイラは現在に至るまで300年の悠久の時を過ごすこととなる。
うの
声 - なし
クラスカデコリー - サンフラワー
前述の兎ノ助を擬人化（女性化）した女の子。
元々は後述のイル子同様エイプリルフール企画で誕生した。現在では1周年ごとのイベントにも度々登場している。
ブル谷イル子（ぶるや いるこ）
声 - なし
クラスカデコリー - サンフラワー
本作のエイプリルフールイベント用のキャラクター。4月1日のエイプリルフールイベントごとに度々登場している。
名前は「原初の魔物」という意味の「ブルイヤール」をもじったもの。
間ヶ岾 昭三（まがやま しょうぞう）
声 - なし
国際的な魔物共生派団体「霧の護り手」の幹部。学園生のクエストで遺体が発見されており故人と思われていたが、この遺体は裏世界の間ヶ岾が本人に成り代わるため殺害したものだった。
裏世界の間ヶ岾は、2016年5月に開催されたレイドイベント「ミネルヴァの梟」で姿を現したのを期に表世界の混乱の裏で暗躍してきた。
2018年2月に行われたレイドイベント「インベイジョン」にて自ら魔物と化し、学園に魔物を引き連れて襲撃を行い、転校生を拉致しようとしたが、学園生たちとジェンニの妨害による足止めの末、七撫とアイラの連携により霧散が始まった。最後にNASAを通じて宇宙に行くよう言い残し、人類で最初に魔物を構成する霧となり、共生を果たしたことを満足しながら遺骸すら残さずに消え去った。誕生日は12月10日。
ウィッチ
声 - 浅倉杏美
「裏世界」の双美心。「表世界」の双美心との区別の為、「表世界」の学園生にウィッチと呼ばれている。
「裏世界」では科研に保護されたため学園に入学していない。保護から12年後の時点で霧の守り手の主力メンバーとして活動し、第8次侵攻を生き残った元学園生の集団を壊滅状態にさせるなど、裏世界の生き残った人類を更なる窮地に追い込ませた。
その後、2017年7月に開催されたレイドイベント「七・〇一事件」にて表世界にも姿を現し、間ヶ岾とともに「表世界」の混乱の裏で暗躍していた。2017年12月に行われたレイドイベント「オペレーション・サイバリア」にて、ウィッチ自身が作成した空間の中で「表世界」の双美心らと戦ったのち、エンディングの間ヶ岾たちの言動から死亡が確認されている。
神宮寺 光男（じんぐうじ みつお）
声 - なし
神宮寺家三男で樹の部下、そして千佳の想い人らしい。間ヶ岾・ウィッチと同じく共生派の人間。一時期間ヶ岾と行動を共にしていた。誕生日は3月29日。
リゼット･オーデュラー
声 - なし
『グリモアA』より登場した新しい敵で、盛山研究所で作られた強化人間の一人。
魔法使い派テロ組織「新ノーマルマンズ」のリーダー格。エリー（トラッシュ）と呼ばれる仲間がおり、彼女と共に活動している。言動に支離滅裂な部分が目立つが、実力は相当なもので虎千代に重傷を負わせる程の戦闘力を持ち合わせている。
なお、盛山研究所に残された資料にはリゼット･オーデュラーという名前は残されていない。天によるとオーデュラーとはフランス語で「Ordure(排泄物)」であり、研究員が実質的な失敗作につけた「Les Ordures(ごみくず)」という俗称を本人が名乗っているものと考えられる。
2019年10月のレイドイベント「割れた窓」で、霧との取引のためロシアに現れたところを始祖十家イエヴレフ姉妹に捕まってしまう。
2020年1月のレイドイベント「アガルタ大五芒」にてスキを見て脱走後、同じく捕まっていたトラッシュや落ち延びたデレックと合流しニュージーランドのオークランド大空洞にてグリモアを迎え撃つが、新ノーマルマンズの崩壊により撤退する。その引き際に焔からの決闘の打診を承諾し、翌2月のレイドイベント「ヘヴン」にて焔との死闘の末に力尽き、死亡した。
トラッシュ
声 - なし
『グリモアA』より登場した新しい敵。リゼットと同様に強化人間であり、「新ノーマルマンズ」のメンバー。リゼットからはエリーと呼ばれている。選民思想に基づいた魔法使いのテロリスト集団である「ライ魔法師団」と手を組んでいる。
リゼットに比べ思考が論理的であり、リゼットを使役しているように思えるが、本人はリゼットの事を「強化人間の中でも、最も優秀な強化人間」と評価している。
2019年8月のレイドイベント「シチリアの悲劇」にて世間に強化人間部隊を使役していた国連の非道を明かし、国連事務総長に重傷を負わせることで社会に混乱を招く。
2019年10月のレイドイベント「割れた窓」にて永田町に魔物を召喚するも、撤退の際に開いたゲートにつかさが飛び込んだことで、3か月間飲まず食わずの執拗な追撃の末に捕まってしまう。
2020年1月のレイドイベント「アガルタ大五芒」にて魔物を召喚して脱走した後、同じく捕まっていたリゼットや落ち延びたデレックと合流し、ニュージーランドのオークランド大空洞からゲートを開き「怪物」ベヒモスを地球に呼び寄せて人類を滅ぼそうとした。それを妨害しに来たグリモアを迎え撃つも彼女達の底力に圧倒され、撤退を余儀なくされる。翌2月のレイドイベント「ヘヴン」にてリゼットと焔の死闘に立会った後は、先に逮捕されていた他の強化人間たちと共に500年後の裏世界への退去処分を受け、静かな生活を送る。

#### 小説のみ
笠置 佑也
（かさぎゆうや）男
『グリモア～私立グリモワール魔法学園～ (電撃ゲーム文庫)』に登場。
三枝 美咲
（さえぐさみさき）女
『グリモア～私立グリモワール魔法学園～リバースレコード (電撃ゲーム文庫)』に登場。

## 用語

### 施設

#### 表世界
一部の施設は裏世界における存在が確認されている。
私立グリモワール魔法学園
埼玉県風飛市にある魔法使いの養成機関。世界に6か所ある魔法学園のうちここだけが私立であり国立ではない。全寮制で男女比は2:8。魔法使いに覚醒した者はここで最低6年の教育を受ける。このゲームの主な舞台である。
ネテスハイム魔法学園
イギリスにある魔法学園。エミリアの母校。
伝統と貴族的な風習を重んじており、生徒代表のレティシア同様、堅物が多いとされている。
清・ロマノフ魔法学園
ロシアと中国の国境にまたがる大ウスリー島にある魔法学園。両国の文化が島内で発展した独特の領域で、入校にはパスポートが必要となる。小蓮と明鈴の母校。
ヘクセライ・シューレ・ドイツラント
日本語訳すればドイツ魔法学園。その名の通りドイツにある魔法学園。グリモアに留学中のジェンニの母校。
第8次侵攻において魔物の攻撃にさらされた。
フロンティアアカデミー
アメリカの魔法学園で、現存する6つの魔法学園の中で最も新しい。ヒーロー輩出の名門で、男子には特に人気が高いとされる。
アマルカンタク魔法学園
インドの魔法学園。
汐浜ファンタジーランド
海に面した街「汐浜」に建つ遊園地。学園生の常連も多く、魔物迎撃や警備などの名目で幾度かイベントの舞台となっている。
マスコットキャラクターはうさぎの姿をした「ハート」と「ロップ」で、ちひろはそのキャラクターの大ファンである。
ふうびきっず
風飛市に存在するレジャー施設で、いわゆるキッザニアタイプの職業体験遊戯施設。「みんなでお助け！魔法少女！」イベントの舞台になることが多い。
アポロン
地上500kmに建造された国際宇宙基地(ISB)の通称。ISSの22倍の広さを持ち、宇宙空間での長期生存を目的としている。2018年6月のレイドイベント「1679」ではこの施設に魔物が発生したことで、宇宙飛行士の救助と施設の機能修復のために学園生が派遣され、結果的に霧の魔物の正体の一端を観測するに至った。

#### 裏世界
裏世界にのみ存在している施設。
ゲネシスタワー
裏世界の国軍が建てた人類の最終防衛拠点。建造には裏世界の結希もかかわっていた。だが、ウィッチの破壊工作のために魔物の侵入を許している区画も存在する。

### 出来事
大規模侵攻
世界規模での魔物の大量発生現象。通常の30倍以上の発生が確認された際に大規模侵攻と認定される。本編開始までに6度の発生が確認されている。
平時の魔物との実戦は国軍が担当しており、クエストには学園生に合わせた弱い魔物があてがわれることがほとんどだが、大規模侵攻では魔法学園に対し実戦としての出動を要請されることがある。
裏世界のグリモアは深刻な被害を被っており、多くの学園生が犠牲になっている。
第7次侵攻
ゲームのリリース後、2014年10月に最初のレイドイベントとして組み込まれた事件。政府からの要請によりグリモアの学園生が出動し、多くの怪我人を出したものの国軍と連携して侵攻を乗り越えた。
後に判明した裏世界での被害は深刻であり、風飛市は壊滅状態であった。学園側も霧塚萌木・来栖焔・越水ソフィア・与那嶺里菜の4名が犠牲となっている。
第8次侵攻
第7次侵攻の翌年、9月27日に発生した史上最大級の大規模侵攻。2018年10月のレイドイベントとして組み込まれた。
ストーリー上はこの事件による未来の裏世界の壊滅が先に伝えられ、表世界のグリモアは来たる侵攻を乗り越えるために活動することになる。
裏世界では激しい市街戦の末に多くの学園生や卒業生たちが犠牲となり、グリモアは国軍と共に壊滅した。裏世界での敗北は人類側の不調和によるところが大きく、科研、JGJに浸透していた「霧の守り手」の関与があったと伝えられている。
表世界では智花の発動した時間停止の魔法によって「第8次侵攻の前年」を繰り返し、発生までの猶予を得ていたが、魔法の効果が切れた年、9月27日にイギリスから魔物の大量発生が伝えられた。その後もハワイ、ロシアが襲撃を受ける中、襲われていないフランスとドイツがイギリスへの増援を決定するも、ドイツ国軍の半分程が送り込まれたところでドイツにも魔物が発生し、援軍は取りやめられた（日本においてはロシアへの増援が決まる直前に戦闘が開始されている）。この前例のない発生傾向には、魔物に戦略的意図があった可能性が天から提示されている。
魔物の集中する風飛市での戦いの最中、霧の魔物の意思から呼びかけられたことで転校生はムサシ級に変貌するが、学園生らの呼びかけによって魔物の干渉を拒み、元の姿に戻る。翌日未明に魔物の攻勢は止まり、侵攻は人類側の勝利となった。

### その他
制服・戦闘服
学園から提供される。一見普通の制服だがミストファイバーという特殊な材質で作られており、デバイスに命令式を通して形状や色を変えることが可能。戦闘時以外でもデバイスを持っていれば水着や体操服に一瞬で着替えられる。そのため更衣室はほとんど控室と同じようなものとなり、意味合いが薄くなっている。さらに、多少であれば温度調整ができる他、変身によって汚れを落としたり損傷を修復できたりする。
材料の入手都合などのため、価格は兎ノ助が「目ん玉飛び出るぐらい高いぞ」と言及しているように一般人にはとても手が出にくい価格と思われる。
戦闘時は生徒によって様々な形状・容姿となるが、これは本人のモチベーションが魔法の威力や精度に関わるため。表世界と裏世界では情勢や心理状況の違いから同じ人物であっても見た目が異なることがある。与那嶺里菜を例に挙げると、表世界では沖縄の民族衣装をモチーフとしているのに対し、裏世界ではダイビングスーツに似たデザインと大きく異なっている。
「グリモア軍」が創設以後は、学園生と区別するため、学生服は青主体、軍属服は黒主体のカラーリングで区別される。
ミストファイバー
約100年前に見つかった特殊繊維。見た目は普通の繊維だが特殊な加工で魔力増強、魔法攻撃の耐性など特殊な性質を持つ。
霧の魔物（ミスティック）
西暦1700年代以来の人類の天敵。通常は霧のように漂っているが、一定の濃度に達すると実体化し人を襲う。動物や架空の生物の形を不完全に模すことが多く、英名のMisticは「できそこない」を意味するMistakeとMysticの掛詞に由来している。
その生態には不明点が多く、長らく知能は無いとされてきたものの、武器のようなものを持つ、小型の魔物が群体となって人型に擬装する、戦略戦術を学習するなど戦いの中で進化の兆しがみられる。意思の存在も同様に否定されてきたが、福音七枷教会の隠し部屋でジャン＝マリー・ヴィアンネが魔物に信仰を教えていた他、体内に大量の霧を取り込んだ裏世界の虎千代が何者かの意志を代弁する、魔物となった間ヶ岾が霧の呼びかけを示唆するなどの傍証の後、転校生の意識に直接呼びかけてくるという形で魔物の意志の実在が明らかになった。
出自についても長らく謎とされ、最初の魔物の襲来を目撃していたアイザック・ニュートンやエドモンド・ハレーは「天が覆われた」と証言し、グリモアを襲った間ヶ岾は今際の際に「宇宙に答えがある」と言い残していた。後に衛星軌道上のクエストに学園生が参加する中で、地球の広い範囲を覆うガス状生命体の姿が転校生の視界だけに映し出され、地球外生物としての正体が断片的に判明する。
その後の調査により、魔物による最初の占有地であるスペインに魔物の心臓部が発見された。これを受け、グリモアを中心に各魔法学園や国連軍も含めた総力戦を仕掛けることとなり、長い行軍の末に魔物の心臓部を攻撃した。転校生と表裏両世界の浅梨は魔物の作った空間に取り込まれ、その空間で魔物は転校生と共に最期を迎えることを希望していたが、最終的に諦め、自害する。その結果、地球を覆っていた霧のほとんどが消滅した。
決戦の直前、霧の魔物は自らの一部を分割し、密かにロシアのシベリアに移動させていた。魔物は氷の洞窟で静かに消滅の時を待っていたが、霧と敵対していた「怪物」が既に地球に来ていたのを知ると、怪物と戦うためにリゼットの姿を借りて実体化を果たす。
タイコンデロガ
霧の魔物の強さを示す階級。半ば伝説上の存在であるムサシを除いて最大の階級であり、一定以上の強さの魔物が認定される。名の由来は最初に出現した地域がアメリカのタイコンデロガ地方だったことから。
ムサシ
霧の魔物の強さを示す階級。タイコンデロガを大きく上回る強さを持つ。名の由来は最初に出現した地域が日本の旧令制国、武蔵国を構成する区域(現在の東京都・埼玉県)だったことから。最初の出現では江戸城の天守を上回る高さがあったとされる。
モンスター
霧の魔物でありながら人類に敵対しない存在。
作中でモンスターと判明しているのは、シロー・メノコ・兎ノ助・立華卯衣。
強化人間
盛山研究所(旧科研)で強化調整された人間のこと。
立ち絵のある人物としてはリゼット・オーデュラー、トラッシュ、来栖焔が登場している。旧科研に残されたリストに書き記され、劇中で判明している名前ではエリコ・アラーイク、テレサ・ボウマン、センリ・トウジョウの名が確認されている。リストに連番で記されているだけでも総勢120名いるとされ、その殆どは魔物との戦闘で戦死したとされる。

## コラボレーション
過去に次の作品(もしくは人物)とコラボしたイベントやキャンペーンが行われ、一部のキャラクターがコラボ生徒として登場している(一部例外あり)。
カッコ内の数字はコラボの回数(複数回のみ)。
- アンジュ・ヴィエルジュ～第２風紀委員ガールズバトル～[10]
- ウチの姫様がいちばんカワイイ[注 101]
- エロマンガ先生[11]
- オオカミ姫[注 101]
- オルタナティブガールズ2
- カードキャプターさくら[12]
- がっこうぐらし!
- かぐや様は告らせたい〜天才たちの恋愛頭脳戦〜
- ガールフレンド（仮）
- 黒騎士と白の魔王[注 101]
- ご注文はうさぎですか??　(2)[13][14]
- この素晴らしい世界に祝福を!2[15]
- 小林幸子[注 102]　(2)[16][17]
- 神姫覚醒メルティメイデン[注 101]　(2)
- スクールガール・ストライカーズ
- セブンズストーリー[注 103]
- 世話やきキツネの仙狐さん
- 戦の海賊[注 101]　(2)
- ゾンビランドサガ
- ダンジョンに出会いを求めるのは間違っているだろうかII
- ちぃたん☆[18]
- とある科学の超電磁砲S[19]
- とある科学の超電磁砲T[20]
- ときのそら[21]
- トトリのアトリエ[22]
- 名代富士そば[注 104][23]
- なないろランガールズ[注 105]
- ハッカドール　(2)[24][25]
- 初音ミク[26]
- ビーナスイレブンびびっど！　(2)[注 101]
- ひなビタ♪
- フィリスのアトリエ[22]
- Fate/stay night[27]
- ブレイドエクスロード
- マジカミ
- 松井恵理子・松嵜麗の声優アニ雑団[注 106][28]
- 魔法科高校の劣等生 LOST ZERO[29]
- 魔法少女まどかマギカ[30]
- 魔法少女リリカルなのは Reflection[31]
- 丸山製麺[32][注 107]
- Re:ゼロから始める異世界生活[33]
- ロロナのアトリエ[22]

## 音楽

### ゆさなみ♫
- 『おはモア（＊＞▽＜＊）ゞ行進曲!!』[34]

歌：南智花（CV：石原夏織） × 遊佐鳴子（CV：瀬戸麻沙美）
- 『聖なる夜に鐘は止む。』[34]

歌：南智花（CV：石原夏織） × 遊佐鳴子（CV：瀬戸麻沙美）

### リバースレコードプロジェクト
裏世界をイメージした曲。
- 『クロックワークラブロマンス』[35]

作編曲：伊藤翼
作詞：仰木日向
歌：南智花（CV：石原夏織）
- 『スノードーム』[36]

作編曲：伊藤翼
作詞：仰木日向
歌：冬樹イヴ・ノエル（CV：大久保瑠美・原紗友里）
- 『小さなオルゴール』[37]

作曲：伊藤翼
作詞：仰木日向
歌：桃世もも（CV：阿澄佳奈）
- 『終わらないマリオネッテ』[38]

作曲：伊藤翼
作詞：仰木日向
歌：楠木ありす（CV：堀中優希）
- 『Reason of Life』[39]

作曲：伊藤翼
作詞：仰木日向
歌：立華卯衣（CV：福圓美里）
- 『Prologue』[40]

作曲：伊藤翼
作詞：仰木日向
歌：東雲アイラ（CV：松岡由貴）

### ピクチャーレコードプロジェクト
表世界をイメージした曲。
- 『Chant de Vérité』[41]

作編曲：伊藤翼
作詞：仰木日向
歌：霜月はるか
公式テーマソングとして製作された 。
初音ミクコラボに合わせ40mPによるアレンジ版が公開されている。
2019年3月に開催された見回りイベント「みまわり魔法少女！ ～Finale～」のエンディングに使用され、正門前を歩く卒業生および学園生たちのイラストをバックにスタッフロールが流れ旧章の幕引きを飾った。
- 『Pledge of The Flame』[44]

作詞・作曲：仰木日向
歌：来栖焔（CV：藤村歩）
- 『愛し君』[45]

作編曲：若林タカツグ
作詞：仰木日向
歌：雪白ましろ（CV：下屋則子）
- 『だいすきのワルツ』[46]

作詞・作曲：仰木日向
編曲：石塚玲依
歌：瑠璃川春乃・秋穂（CV：三澤紗千香・小倉唯）
- 『超不可視秘密結社計画』[47]

作詞・作曲：仰木日向
編曲：白戸佑輔
歌：風槍ミナ・南条恋（CV：桑谷夏子・中村繪里子）
- 『Focus!』[48]

作詞・作曲：仰木日向
編曲：ZENTA
歌：岸田夏海（CV：南條愛乃）

### リバースレコードプロジェクトシーズン2
裏世界をイメージした曲のシーズン２。
- 『CROSSING POINT』[49]

作詞・作曲：仰木日向
編曲：石塚玲依
歌：双美心（CV：浅倉杏美）
- 『ハッピーエンド』[50]

作詞・作曲：仰木日向
編曲：若林タカツグ
歌：霧塚萌木・与那嶺里菜（CV：茅野愛衣・井澤詩織）
- 『Will』[51]

作詞・作曲：仰木日向
編曲：石塚玲依
歌：水無月風子（CV：赤﨑千夏）

### ピクチャーレコードプロジェクトシーズン2
表世界をイメージした曲のシーズン２。
- 『つきかげはしる』[52]

作詞・作曲：仰木日向
編曲：ZENTA
歌：服部梓（CV：佐倉綾音）
- 『赤誠の薔薇を讃えて』[53]

作詞・作曲：仰木日向
編曲：若林タカツグ
歌：野薔薇姫・支倉刀子・小鳥遊自由（CV：沼倉愛美・今井麻美・長妻樹里）
- 『Darling…』[54]

作詞・作曲：仰木日向
編曲：若林タカツグ
歌：白藤香ノ葉（CV：後藤沙緒里）
- 『来来！三星飯店』[55]

作詞・作曲：仰木日向
編曲：若林タカツグ
歌：李小蓮・雀明鈴・周万姫（CV：村川梨衣・仙台エリ・釘宮理恵）

### リバースレコードプロジェクト（2024年以降）
裏世界をイメージした曲。
リバースレコードプロジェクトシーズン２では各楽曲にシーズン２内での通し番号を振っているが、『Everlasting Wander』からはリバースレコードプロジェクト全体を通してのリリース順に番号を振っている。
そのため上記のリバースレコードプロジェクトとはリリース時期が大きく異なることにより、別に記述する。
- 『Everlasting Wander』[56]

作詞・作曲：仰木日向
編曲：石塚玲依
歌：仲月さら（CV：五十嵐裕美）

### その他
- 『Chant de Romance』

作編曲：白戸佑輔
作詞：仰木日向
歌：鈴木このみ
初出は2019年公開の新章開始記念PV 。同動画の説明から、グリモアAの主題歌であると考えられる。
同年8月公開のグリモア5周年記念新章PVが、実質的な楽曲のPVとなっている 。

## 書籍
公式ブック
- グリモア〜私立グリモワール魔法学園〜公式ビジュアルコレクション (2017年1月10日発売) [59]

- Grimoire Official Memorial Book グリモアA 私立グリモワール魔法学園 (2021年12月31日発行) [60][注 108]

小説
- グリモア〜私立グリモワール魔法学園〜 (電撃ゲーム文庫) (2017年1月10日発売) [61]

著者：くしまちみなと
イラスト：CUTEG
原作・監修：栗原寛樹
- グリモア〜私立グリモワール魔法学園〜 リバースレコード (電撃ゲーム文庫) (2018年3月10日発売) [62]

著者：栗原寛樹
イラスト：CUTEG

## ラジオ番組
かおりとあさみのグリラジ!!
配信時間
- 本配信：文化放送超!A&G+
  - 毎週火曜 16:00 - 16:30（2015年10月6日 - 12月29日）
  - 毎週土曜 19:30 - 20:00（2016年1月9日 - 4月2日）

- バックナンバー配信：ニコニコ動画グリモアチャンネル
  - 本配信終了後に更新（2015年10月6日 - 2016年3月26日）

パーソナリティ
- 石原夏織（南智花 役）
- 瀬戸麻沙美（遊佐鳴子 役）

スタッフ
- ディレクター - パンD
- 構成作家 - テムシステム
- 番組制作 - シーサイド・コミュニケーションズ

オープニング曲
- 『おはモア（＊＞▽＜＊）ゞ行進曲!!』

コーナー
- 今週のクエスト - リスナーから募集した悩み相談に対してパーソナリティが解決していくコーナー。明解に解決出来たかどうかは番組スタッフが判定する。
- 僕はなんでも知っている? - リスナーから募集した疑問を瀬戸が即興で答えていくコーナー。
- 智花がアレンジしちゃいます! - リスナーから募集したお題に対して石原が様々なアレンジを加えていくコーナー。

イベント
- 「かおりとあさみのグリラジ!!」公開収録イベント
  - 開催日 - 2016年3月26日
  - 会場 - 新宿シアターモリエール
  - 音声配信 - 2016年4月2日（第26回〈最終回〉）

| 文化放送超!A&G+ 火曜 16:00 - 16:30   | 文化放送超!A&G+ 火曜 16:00 - 16:30                      | 文化放送超!A&G+ 火曜 16:00 - 16:30 |
| 前番組                               | 番組名                                                  | 次番組                             |
| ------------------------------------ | ------------------------------------------------------- | ---------------------------------- |
| ラジオ Tokyo Cheer2 Party            | かおりとあさみのグリラジ!! （2015年10月6日 - 12月29日） | アクターズゲート                   |
| 文化放送超!A&G+ 土曜 19:30 - 20:00   |                                                         |                                    |
| ステキ情報バラエティ 発信!もいとろ君 | かおりとあさみのグリラジ!! （2016年1月9日 - 4月2日）    | 佐倉としたい大西                   |

## スピンオフ作品
Web小説
- グリモア1950[65] - 1950年頃を舞台とした外伝小説。7周年を迎えた2021年8月15日より公式サイトにて連載されている。
- スノードーム[66] - 冬樹イヴとノエルを主人公とした外伝小説。2022年1月7日より公式サイトにて連載されている。

アプリケーション
- 【新感覚着せ替え目覚まし】ぐりもあらーむ – アラームアプリ。南智花、神凪怜、岸田夏海のボイスで時間を知らせる。
- グリモアAR – ARカメラアプリ。専用マーカーにかざすとミニキャラが画面に出現する。
- グリメロ〜グリモワールメロディプロジェクト〜 – リバレコ、ピクレコ楽曲を収録したオリジナルリズムゲーム。
- 壁ドンしたら人生変わった – クリッカー系ゲームアプリ。
- この子、探してます – パズルゲームアプリ。